# Помпеи
Помпе́и (лат. Pompeii, итал. Pompei, неап. Pompei; греч. Πομπηία) — древнеримский город недалеко от Неаполя, в регионе Кампания, погребённый под слоем вулканического пепла в результате извержения Везувия в 79 году н. э.
Сейчас — музей под открытым небом. Внесён в Список Всемирного наследия ЮНЕСКО.

## История
Недавние раскопки показали, что в I тысячелетии до н. э. существовало поселение близ современного города Нола и в VII веке до н. э. приблизилось к устью. Новое поселение — Помпеи — было основано осками в VI веке до н. э. Их название, скорее всего, восходит к оскскому pumpe — пять, и известно с самого основания города, что свидетельствует о формировании Помпей в результате слияния пяти поселений. Деление на 5 избирательных округов сохранилось и в римское время. По другой версии, название произошло от греческого pompe (триумфальное шествие): по легенде об основании городов Помпеи и Геркуланума героем Гераклом, тот, победив великана Гериона, торжественно прошествовал по городу.
Ранняя история города малоизвестна. Сохранившиеся источники говорят о столкновениях между греками и этрусками. Некоторое время Помпеи принадлежали Кумам, с конца VI века до н. э. находились под влиянием этрусков и входили в союз городов во главе с Капуей. При этом в 525 году до н. э. был построен дорический храм в честь греческих богов. После разгрома этрусков в Ките, Сиракузах в 474 году до н. э. господство в регионе вновь завоевали греки. В 20-е годы V века до н. э. вместе с другими городами Кампании были завоёваны самнитами. В ходе Второй Самнитской войны самниты были разгромлены Римской республикой, а Помпеи около 310 года до н. э. стали союзниками Рима.
Город участвовал в восстании италийских союзных городов 90-88 годов до н. э., в ходе которого в 89 году до н. э. был взят Суллой, после чего ограничен в самоуправлении и сделан римской колонией Colonia Cornelia Veneria Pompeianorum. Занимал важное место на торговом пути «Виа Аппиа» (Via Appia), соединявшем Рим и Южную Италию. В Помпеях имели виллы многие знатные римляне. Существует доказательство того, что около 2000 римских ветеранов были размещены в большой огороженной территории в юго-восточной части города со своими семьями. Неизвестно, были ли эти части города изъяты у их владельцев для этой цели.
По сообщению Тацита, в 59 году н. э. произошло жестокое побоище между жителями Помпей и Нуцерии. Начавшись с перебранки во время гладиаторских игр на помпейской арене, конфликт перерос в драку, в которой верх одержали помпейцы, а среди нуцерийцев много людей погибли или получили увечья. После долгого разбирательства Сенат отправил виновников в ссылку и на 10 лет запретил проведение в Помпеях игр. Впрочем, уже в 62 году запрет был снят.

## Гибель города
Предвестником извержения стало сильное землетрясение, произошедшее 5 февраля 62 года н. э. и описанное, в частности, в «Анналах» Тацита. Бедствие нанесло большой урон городу, практически все постройки в той или иной степени были повреждены. Большая часть зданий была отремонтирована, однако некоторые сохранили повреждения до самой гибели города в 79 году.
Извержение Везувия началось днём 24 августа (по другим данным 24 октября) 79 года и длилось около суток, о чём свидетельствуют некоторые сохранившиеся манускрипты «Писем» Плиния Младшего. Оно привело к гибели трёх городов — Помпеи, Геркуланум, Стабии и нескольких небольших селений и вилл. В процессе раскопок выяснилось, что в городах всё сохранилось таким, каким было до извержения. Под многометровой толщей пепла были найдены улицы, дома с полной обстановкой, останки людей и животных, которые не успели спастись. Сила извержения была такова, что пепел от него долетал даже до Египта и Сирии.
Из 20 000 жителей Помпей в зданиях и на улицах погибло около 2000 человек. Большинство жителей покинуло город до катастрофы, однако останки погибших находят и за пределами города. Поэтому точное число погибших оценить невозможно.
Среди погибших от извержения был Плиний Старший, из научного интереса и из желания помочь страдавшим от извержения людям пытавшийся приблизиться к Везувию на судне и оказавшийся в одном из очагов катастрофы — у Стабии.

## Раскопки города

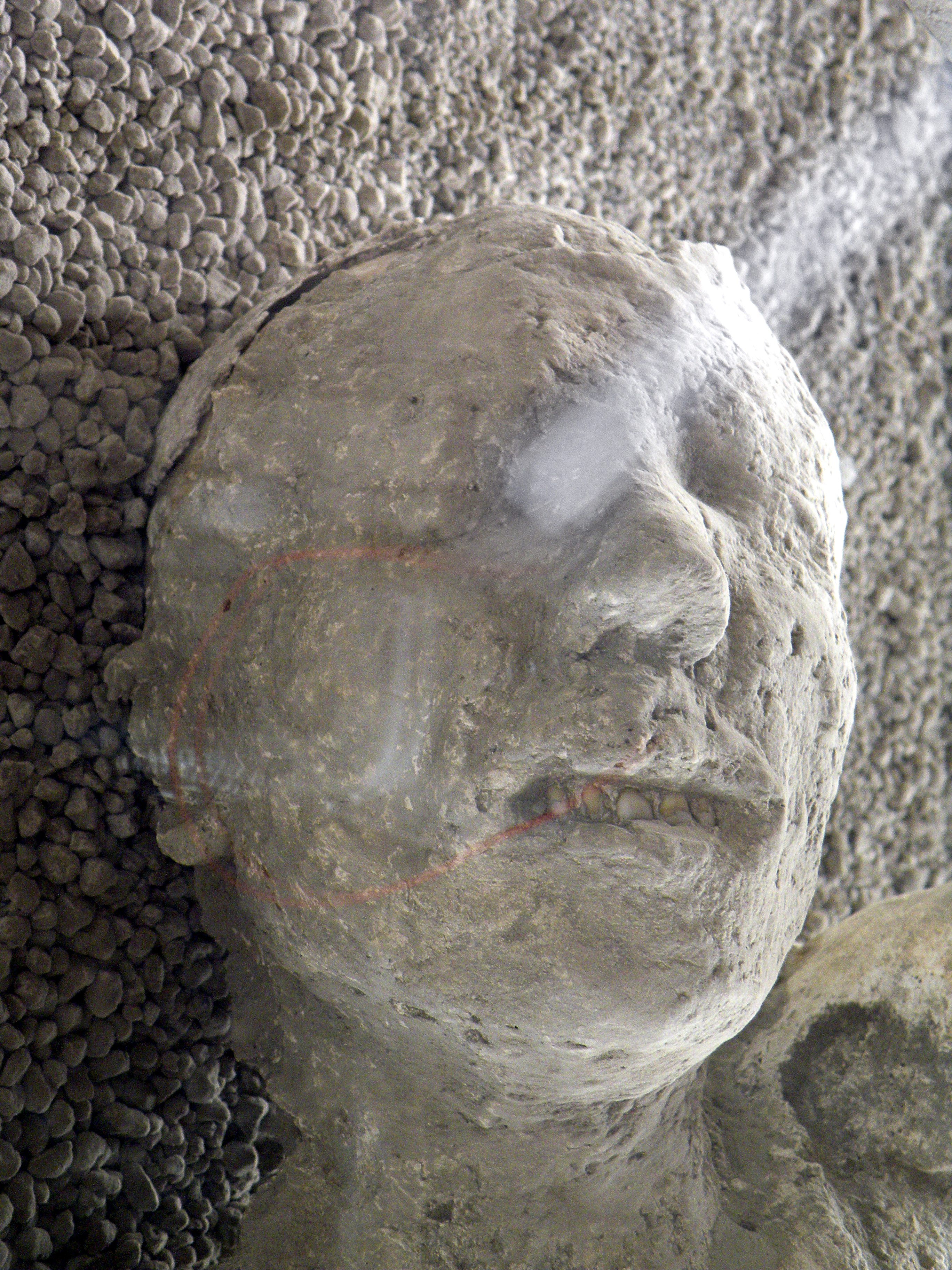
Фрагмент гипсовой заливки тела жертвы извержения по методу Джузеппе Фиорелли с использованием элементов скелета, найденных при раскопках

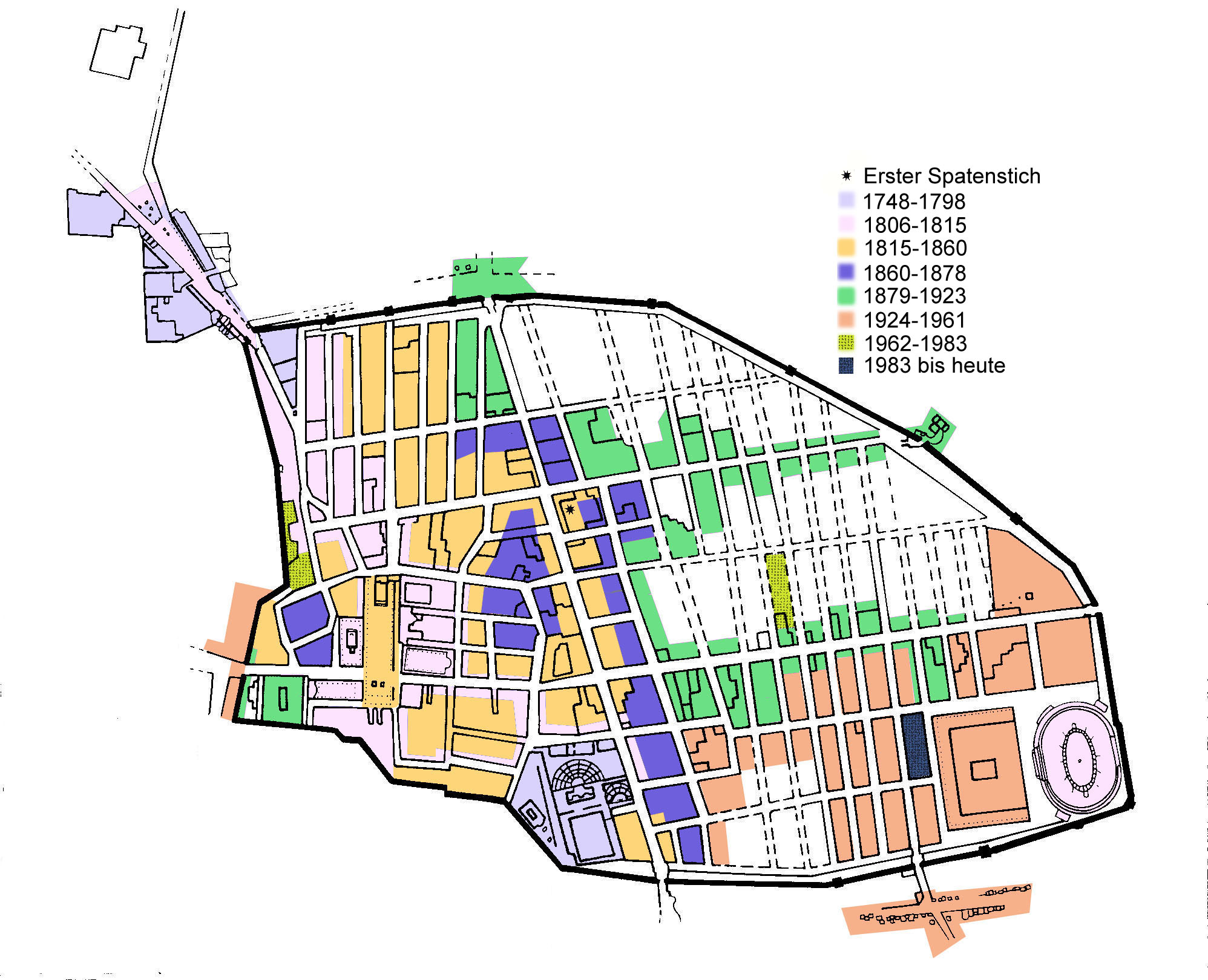
Хронологическая карта раскопок Помпей

Архитектор Доменико Фонтана, прокладывая в 1592 году канал от реки Сарно, обнаружил часть городской стены. В 1689 при постройке колодца нашли руины древнего здания, содержащие надпись со словом «Помпеи». Тогда, однако, посчитали, что это вилла Помпея Великого.
Раскопки начались лишь в 1748 году под руководством испанца Роке Хоакина де Алькубьерре, который был уверен, что найденный им город — Стабии. Основные работы в то время проводились в Геркулануме, в Помпеях были раскопаны только три не связанных друг с другом участка. Алькубьерре интересовали лишь представляющие художественную ценность находки, которые он отправлял в королевский музей в Портичи. Прочие находки уничтожались. Подобная практика была прекращена после протеста ряда учёных.
При управляющем Ф. ле Вега в 1760—1804 годах раскопки приобрели иной характер. Исследованные здания перестали засыпаться вынутым грунтом, его начали вывозить за пределы города. Открытые памятники реставрировали, находки, не отправившиеся в музей, оставляли на месте для всеобщего обозрения. Был разработан план экскурсионных маршрутов. В 1763 году с обнаружением надписи на пьедестале статуи стало ясно, что погребённый под пеплом город — не Стабии, а Помпеи. Особенно активно раскопки велись в 1808—1814 годах при Иоахиме Мюрате. Важную роль в них играла Каролина Бонапарт.
С 1863 года раскопками руководил Джузеппе Фиорелли. В 1870 году он обнаружил, что на месте тел людей и животных, погребённых под слоем вулканического пепла, вследствие истлевания останков образовались пустоты. Заливая эти пустоты гипсом, удалось реконструировать предсмертные позы жертв извержения. При нём раскопки впервые приобрели систематический характер.
Начиная с 1961 года, а особенно после землетрясения 1980 года, в городе ведутся практически одни реставрационные работы. В настоящее время около 20-23 % территории Помпей не раскопано.
В мае 2023 года археологи обнаружили в Помпеях останки 2 человек, погибших при землетрясении, произошедшем из-за извержения вулкана Везувий.
В 2024 году в ходе раскопок археологи обнаружили банкетный зал с фресками, на которых изображены герои Троянской войны.

## Стили настенной живописи и фресок
Стены римских домов изнутри покрывались фресками, изученными по большей части на примере Помпей, Геркуланума и Стабий. Немецкий учёный Август Мау в 1882 году предложил деление помпейских фресок на 4 стиля. Впоследствии, с открытием других памятников, эта классификация была расширена на всю римскую настенную живопись. Приведённые здесь временны́е рамки характерны для Помпей, в Риме и других городах даты могут отличаться.
1. Инкрустационный или структуральный (150—80 годы до н. э.) — характеризуется рустом (кладка или облицовка стен камнями с грубой, выпуклой лицевой поверхностью) и росписью, имитирующей облицовку мраморными плитами. Возник под влиянием искусства эллинизма, часто встречаются репродукции греческих картин.
2. Архитектурный стиль (80 год до н. э. — 14 год) — на гладких стенах изображались колонны, карнизы, архитектурные композиции, пейзажи, создававшие иллюзию объёма и уходящего вдаль пространства. В росписях появляются фигуры людей, создаются сложные многофигурные композиции, часто по мифологическим сюжетам.
3. Египтизированный или орнаментальный (с 14 года н. э.) — переход к плоским орнаментам, в обрамлении которых размещались картины, обычно пасторальной тематики.
4. Фантастический или перспективно-орнаментальный (с 62 года н. э.) — появляются фантастические пейзажи, изображаемая архитектура напоминает театральные декорации, переставая подчиняться законам физики. Картины с изображением людей становятся динамичнее.

## Городские сооружения

#### Форум
Помпейский форум являлся центром политической, экономической и религиозной жизни города. Его основу составляла площадь размером 38 на 157 м, окружённая в самнитскую эпоху портиком с дорическими колоннами, а римлянами вымощенная травертином. Она была способна вместить всё население города. Большая площадь была окружена второстепенными площадями, а также множеством зданий различного предназначения.

#### Базилика
Находится к югу от площади и открывается на неё двойным портиком с пятью входами. Была построена в 120-78 годах до н. э., имеет размеры 25 на 55 м. Центральная её часть являлась перистилем и обрамлялась 28 коринфскими колоннами диаметром 1,10 м и высотой около 10 м. Первоначально выполняла функции крытого рынка, с началом нашей эры становится зданием суда. Тогда же в глубине базилики был построен двухэтажный «трибунал», часть которого сохранилась до наших дней.
Стены базилики изнутри украшены двумя ярусами полуколонн. На стенах оставлено множество граффити, одно из них гласит: «О стена, удивляюсь, как ты до сих пор не рухнула под тяжестью такого количества надписей».

#### Здания муниципалитета
Три небольших здания в южной части форума. Внутри каждого находилась зала с нишами и апсидой, с облицованными мрамором стенами и украшенная статуями. Западное здание предназначалось для двух эдилов, восточное — для правивших городом дуумвиров. Центральное служило местом заседания муниципального совета (Ordo Decurionum).

#### Комиции
Комиции (место проведения голосований) располагались напротив базилики.

#### Здание Евмахии
Построено жрицей Евмахией в эпоху Тиберия (14—37 годы) для корпорации фуллонов (сукновалов), ткачей и красильщиков, составлявших основу экономики Помпей. По размеру здание не уступало базилике, в нём находились склады и велась торговля тканями. В дальней стене здания — три апсиды со статуями Ливии, Тиберия и Друза. Позади здания стояла статуя самой Евмахии (сейчас она выставлена в музее Неаполя).

#### Храм Веспасиана
Небольшой храм, посвящённый Гению Веспасиана, вход в который был оформлен портиком с четырьмя колоннами. Ко входу вели две лестницы по сторонам от подиума со статуей императора. Перед храмом находится алтарь, украшенный рельефами с изображением церемонии жертвоприношения быка. Некоторые исследователи полагают, что изначально храм был посвящён Августу, затем последовательно каждому правящему в данное время императору и, наконец, Веспасиану.

#### Храм Ларов
Построен после землетрясения 62 года н. э. (по другой версии, существовал и до этого, однако посвящался культу императора). Занимает площадь 18 на 21 м. В нескольких нишах находились статуи ларов, в центре — алтарь.

#### Мацеллум
Мацеллум — крытый продовольственный рынок. Состоит из площади размером 37 на 27 м, в центре которой была ротонда с 12 колоннами, поддерживавшими крышу конической формы, под ним располагался бассейн для живой рыбы. Вокруг площади размещались небольшие магазины. В глубине мацеллума находятся три относительно больших зала, в центральном находились статуи сестры Августа Октавии и её сына Марка Клавдия Марцелла, по сторонам торговали рыбой и мясом.

#### Храм Юпитера
Главный храм Помпей возвышался в центре северной стороны форума. Построен в 150 году до н. э. (возможно на месте этрусского храма) на подиуме высотой 3 м, длиной 37 м и шириной 17 м. Двойная лестница ведёт к портику глубиной в 5 колонн и шириной в 6, за которым располагается зала, предназначенная только для жрецов. По сторонам она была украшена колоннадой, а в глубине в трёх нишах располагались статуя Юпитера времён Суллы (80-е годы до н. э.), от которой сохранилась лишь голова, а также статуи Юноны и Минервы. Пол выложен ромбовидными каменными плитами, создающими эффект объёмных кубов. В подвалах находилась сокровищница. Храм сильно пострадал во время землетрясения 62 года.
По сторонам от лестницы находились две триумфальные арки. Западная, вероятно, была посвящена Германику, а восточная была разобрана. Возле северной оконечности храма находится арка, посвящённая Тиберию, в её нишах, обращённых на форум, находились статуи Нерона и Друза.

#### Храм Аполлона
Наряду с дорическим храмом на треугольном форуме это древнейший храм Помпей. Некоторые архитектурные детали позволяют датировать его 575—550 годами до н. э. Предположительно во II веке до н. э. он был перестроен, тем не менее сохранил характерную черту греческой архитектуры: колоннаду по всему периметру храма.
Храм обращён главным входом на базилику, окружён портиком, расписанным сценами из Илиады. Сам храм окружён 28 коринфскими колоннами, 2 из них полностью сохранились. Пол выполнен в той же технике, что и пол храма Юпитера. Перед лестницей — алтарь. Сохранились также бронзовая статуя Аполлона и бюст Дианы (оригиналы в музее Неаполя, в Помпеях копии). Слева от алтаря во времена Августа воздвигнута ионическая колонна для солнечных часов.

#### Храм Фортуны Августа и арка Калигулы
Находится в конце улицы Форума, идущей от арки Тиберия на северо-запад. Небольшой храм с фасадом из 4 коринфских колонн был построен на средства дуумвира Марка Туллия на собственной земле. Внутри храма несколько ниш для статуй Августа, членов его семьи и, возможно, самого Туллия.
За храмом улица Форума продолжается как улица Меркурия. В её начале установлена триумфальная арка Калигулы (правил в 37—41 годах н. э.), сложенная из кирпича и облицованная травертином (остатки облицовки сохранились только у основания). Рядом с аркой найдена конная статуя императора, вероятно, находившаяся на ней.

#### Другие здания
К юго-западу от храма Юпитера находились общественные уборные, склады для торговли зерном (сейчас в них хранятся археологические находки) и весовая — место хранения эталонов римских единиц измерения, по которым проверялись те, что использовали торговцы на форуме.

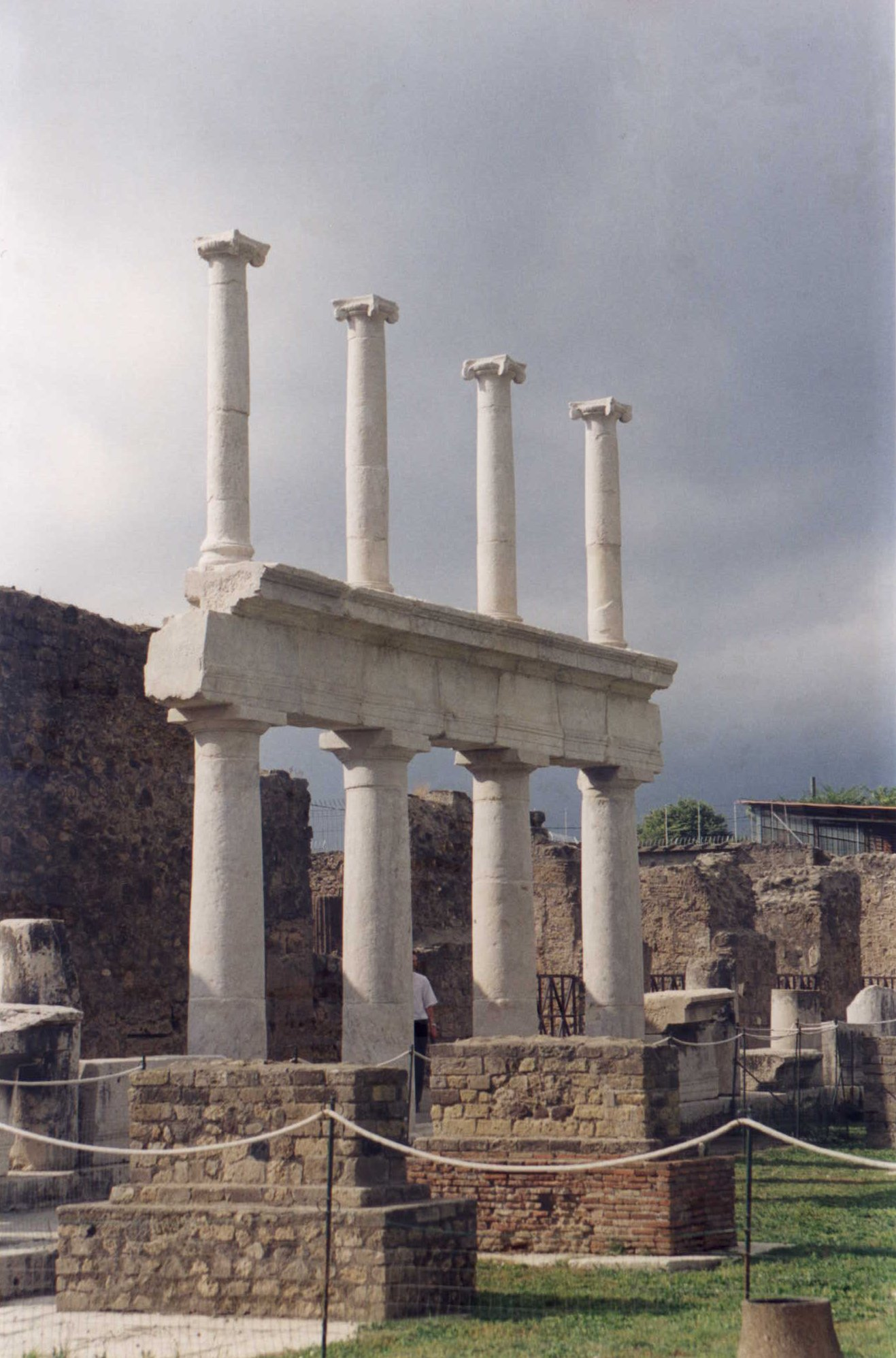
Форум в Помпеях
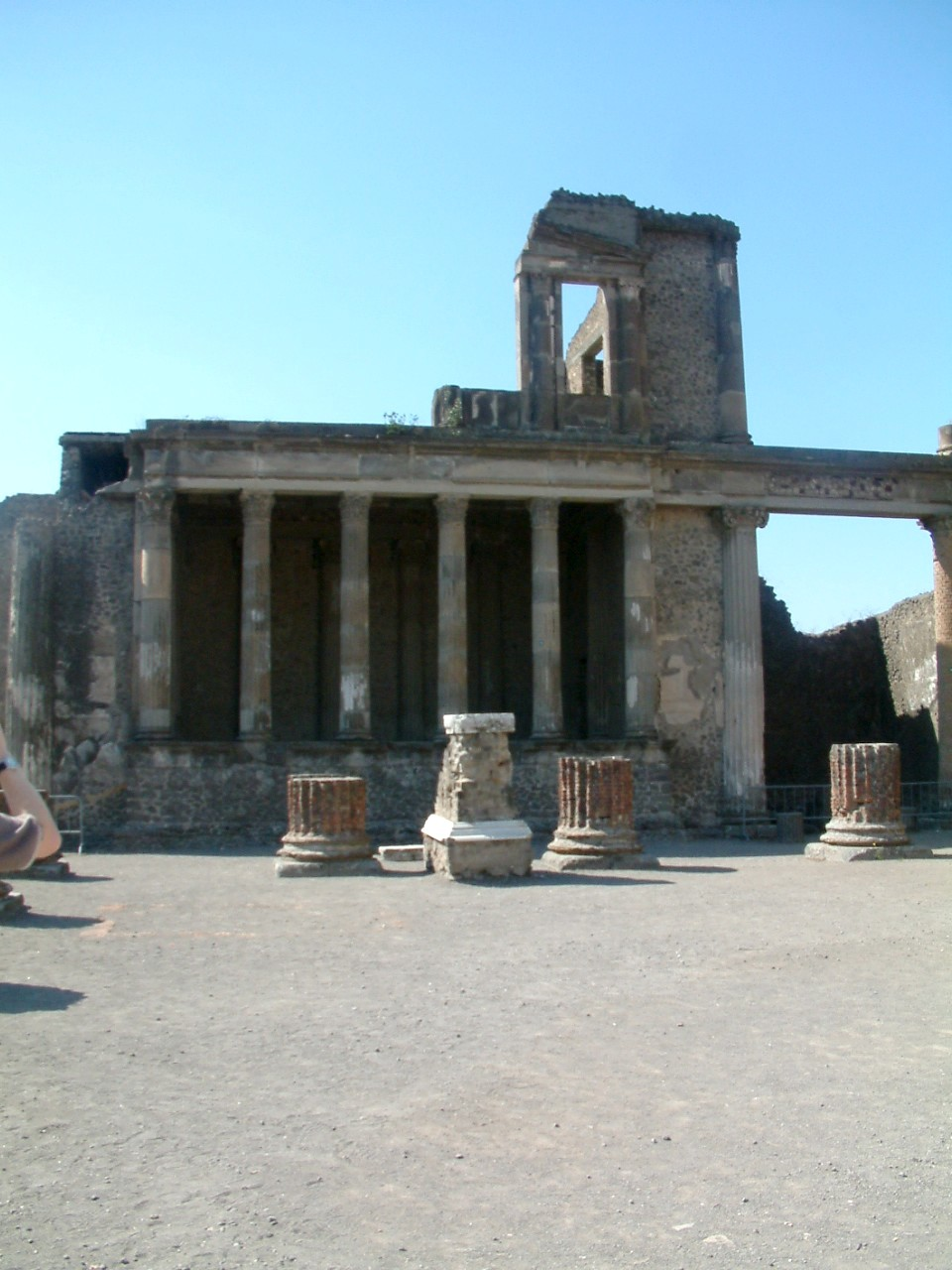
Трибунал в базилике
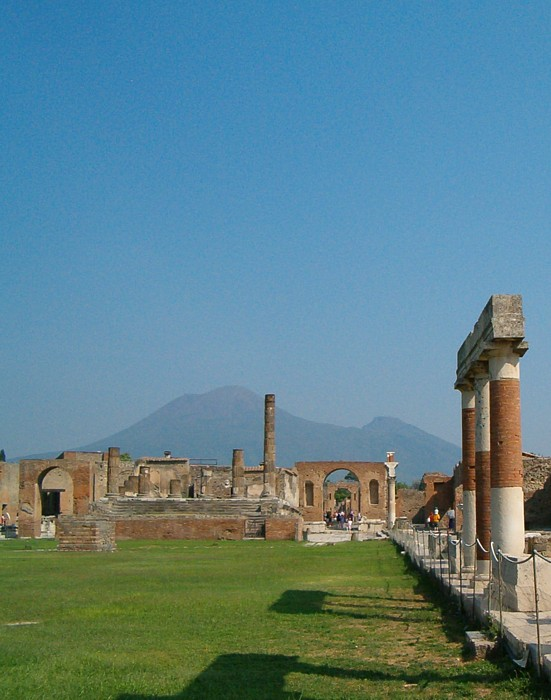
Вид на руины храма Юпитера с двумя триумфальными арками. Справа видны колонны портика здания Евмахии. На заднем плане — Везувий
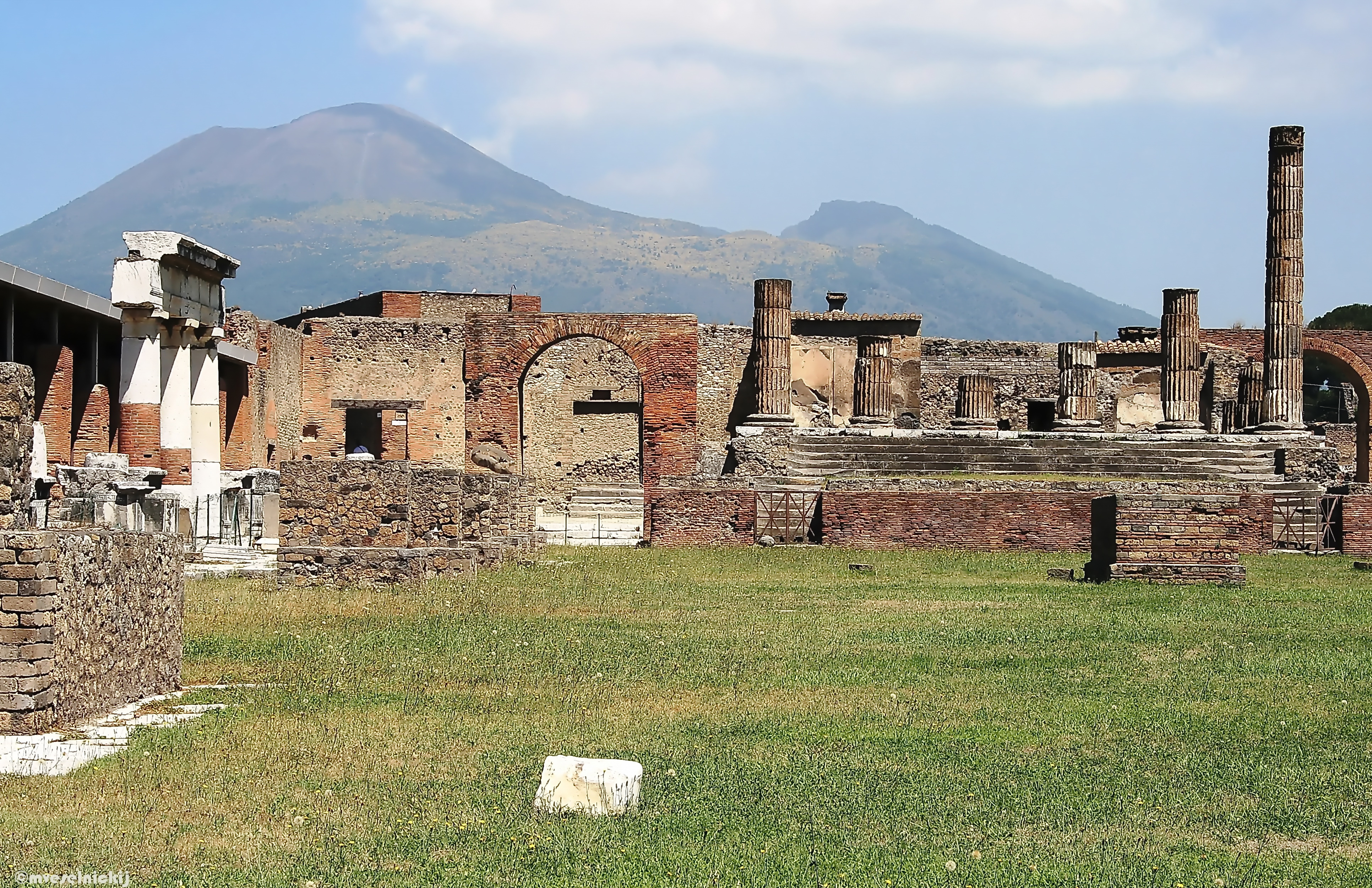
Руины храма Юпитера на фоне грозного Везувия
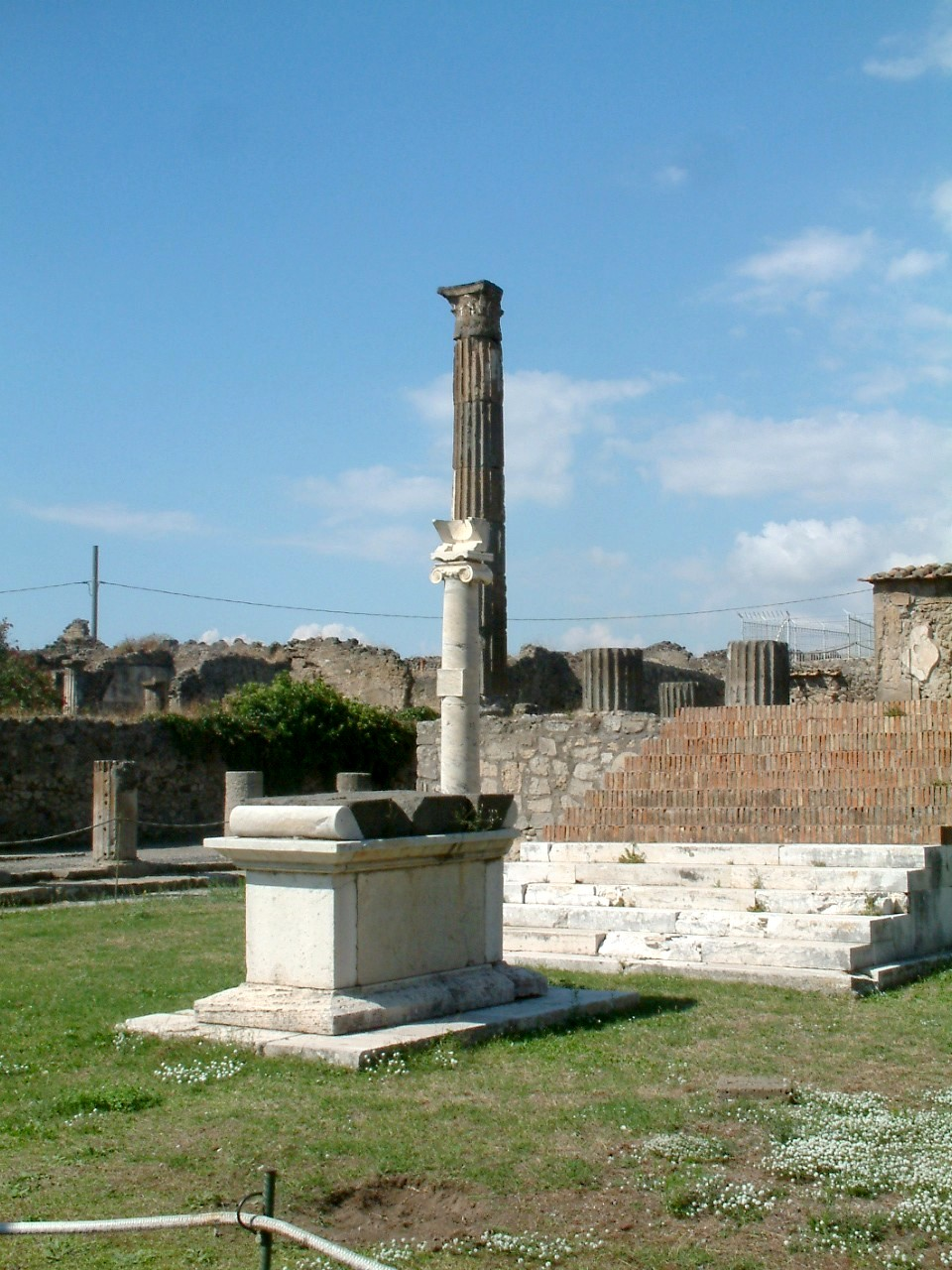
Храм Аполлона
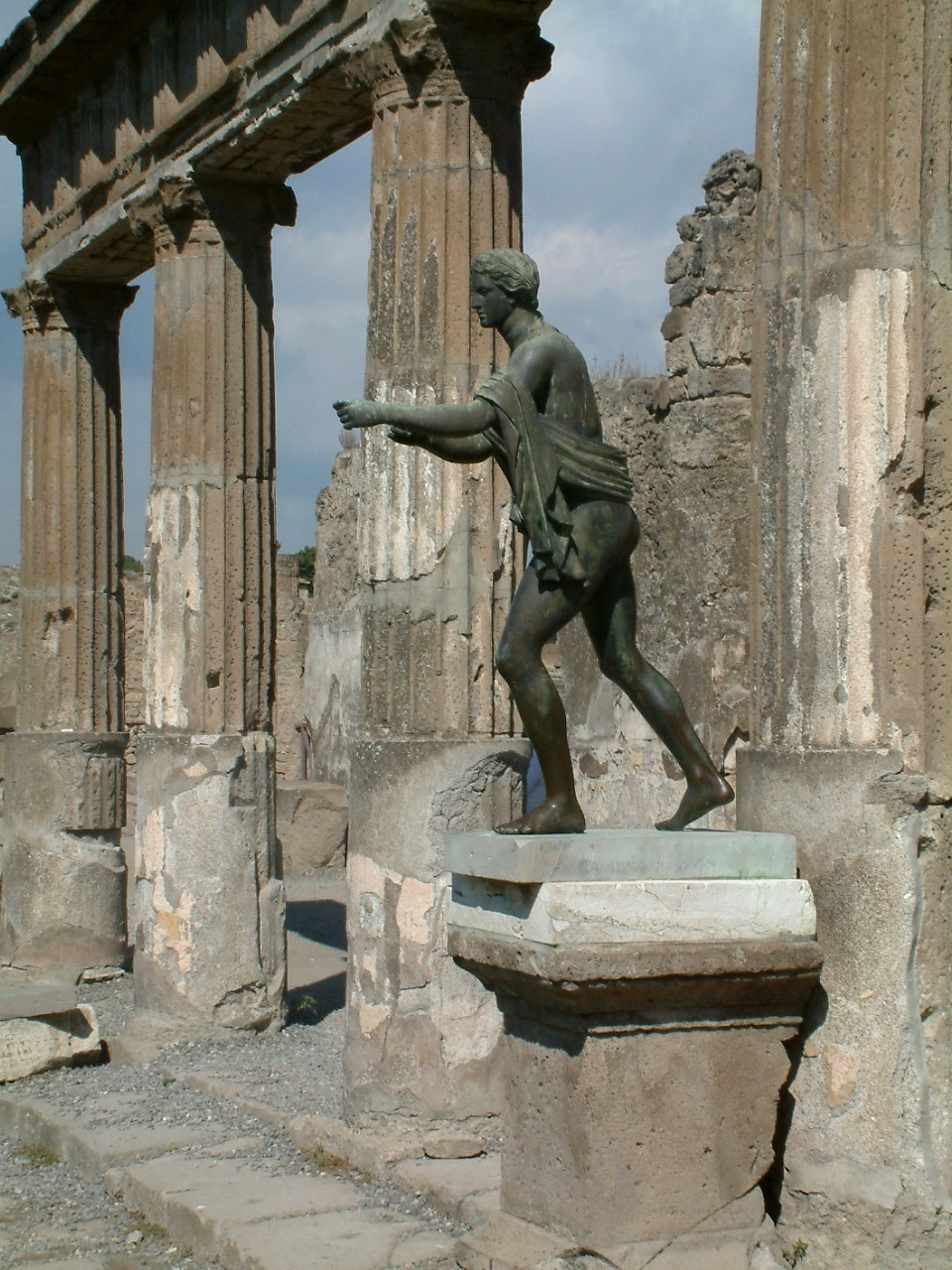
Статуя Аполлона

### Комплекс общественных зданий в районе театров

#### Треугольный форум
Площадь треугольной формы, окружённая колоннадой из 95 ионических колонн. В северном углу находились пропилеи с 6 ионическими колоннами, на востоке соединяется с Самнитской палестрой, Большим театром и, по длинной лестнице, с Квадрипортиком.
На площади расположен греческий храм VI века до н. э. (т. н. дорический храм), посвящённый Гераклу, мифическому основателю города. Храм имел размеры 21 на 28 м, выстроен из туфа, с южной стороны к нему вела узкая лестница. Позади храма находились солнечные часы. Со всех сторон окружён колоннадой: 7 колонн по короткой и 11 по длинной стороне.

#### Самнитская палестра
Согласно посвятительной надписи, построена дуумвиром Вивием Виницием во второй половине II века до н. э. С трёх сторон она окружалась портиком, в южной стороне располагался пьедестал, где проводились церемонии награждения, с западной стороны пристроены бытовые помещения. Из-за своих маленьких размеров, к эпохе Августа перестала вмещать всех желающих, после чего была построена Большая палестра.

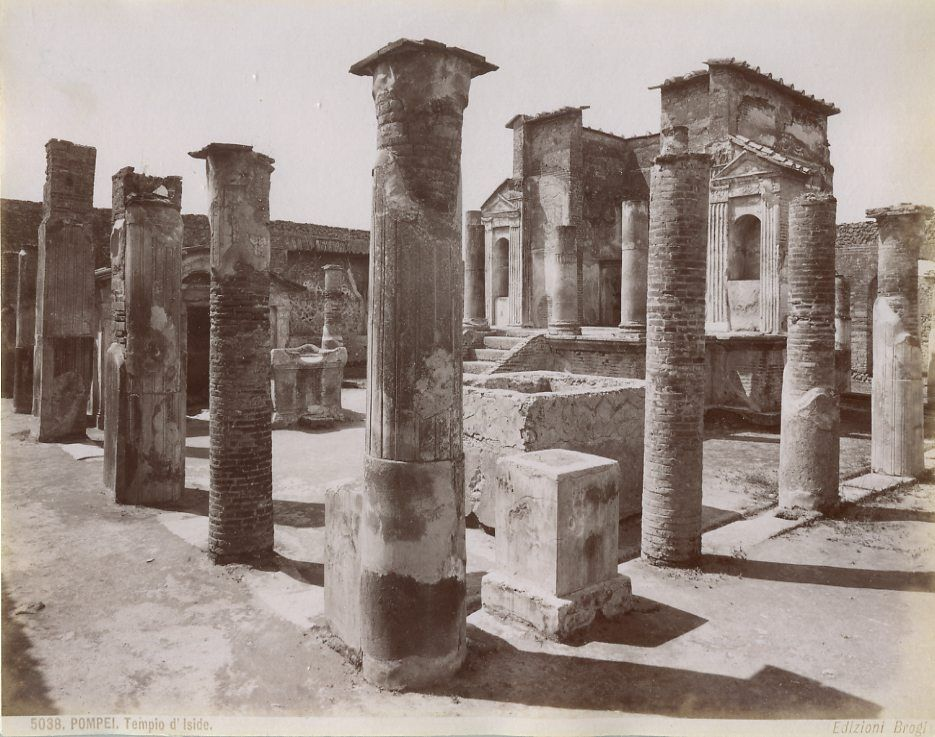
Храм Исиды, фото 1870 года

#### Храм Исиды
В центре двора, окружённого портиком с коринфскими колоннами, на высоком цоколе стоял храм Исиды конца II века до н. э., восстановленный после землетрясения 62 года от имени 6-летнего Попидия Цельсиния его отцом Попидием Амплиатом, надеявшимся таким образом способствовать будущей политической карьере сына.
Фасад храма оформлен портиком в 4 колонны в ширину и 2 в глубину. По сторонам находились ниши со статуями Анубиса и Гарпократа. Также в храме была ёмкость с водой из Нила.

#### Храм Юпитера Мейлихия
Храм построен ещё в III—II веке до н. э. и посвящён Зевсу, однако был перестроен и передан культу Юпитера в 80-е годы до н. э. По форме идентичен храму Исиды, однако имеет более глубокое внутреннее святилище. Выполнен из туфа, облицован мрамором.
По другой гипотезе, базирующейся на некоторых находках на территории храма, он был посвящён Асклепию.

#### Квадрипортик
Квадрипортик (площадь с портиком) служил местом, где собиралась публика театров до начала спектакля и во время антрактов. После землетрясения 62 года, разрушившего казармы гладиаторов в северной части города, под казармы приспособили квадрипортик. Здесь найдено оружие, ныне хранящееся в Национальном музее Неаполя.

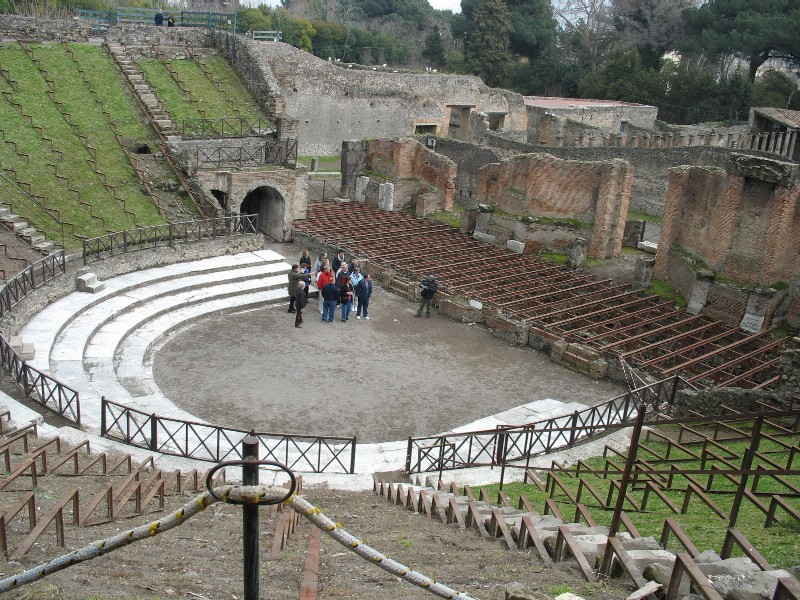
Большой театр

#### Большой театр
Большой театр, ставший культурным центром города, был построен в III—II веках до н. э., с использованием природного склона для размещения сидений для зрителей. При Августе театр был расширен архитектором Марком Арторием на средства Марка Олкония Руфа и Марка Олкония Целера путём создания надстройки над уровнем земли, поддерживающей верхние ряды мест. В результате он стал способен вместить до 5 000 зрителей. Мог быть накрыт навесом: кольца для него сохранились до наших дней.
Нижние несколько рядов (ima cavea) предназначались для знатных горожан. Два балкона над боковыми входами, также построенные Марком Арторием, — для жриц и организаторов представлений. Сцена была декорирована колоннами, карнизами и статуями, датируемыми временем после 62 года.

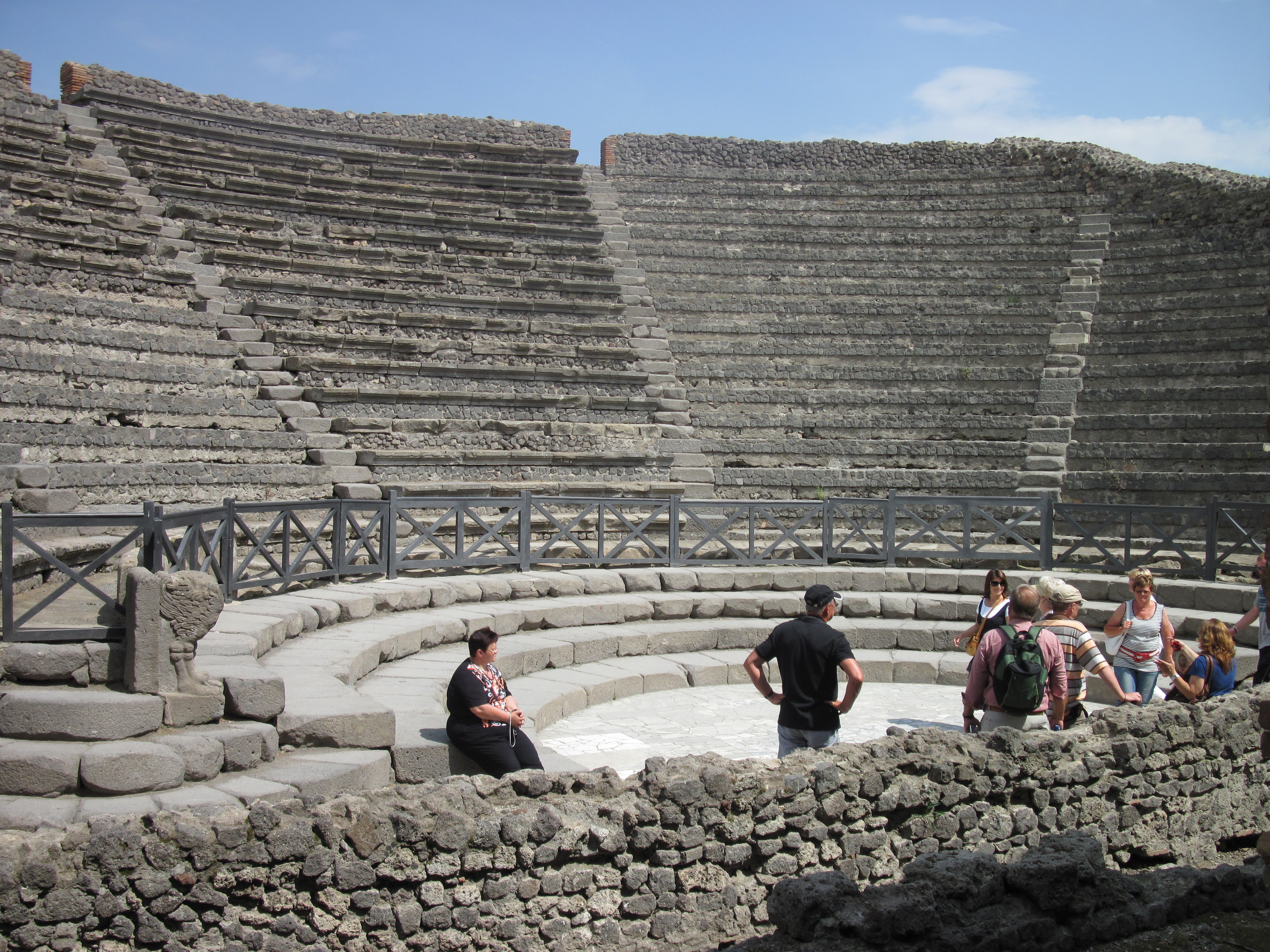
Малый театр

#### Малый театр
Одеон, построенный в 80 году до н. э. дуумвирами Марком Порцием и Квинктом Валгом, был покрыт четырёхскатной черепичной кровлей. 4 нижних ряда отделялись от верхних 17 высоким парапетом, от которого сохранилась левая (относительно сцены) часть. Театр вмещал около 1500 зрителей, на его сцене проходили музыкальные представления и комедии.

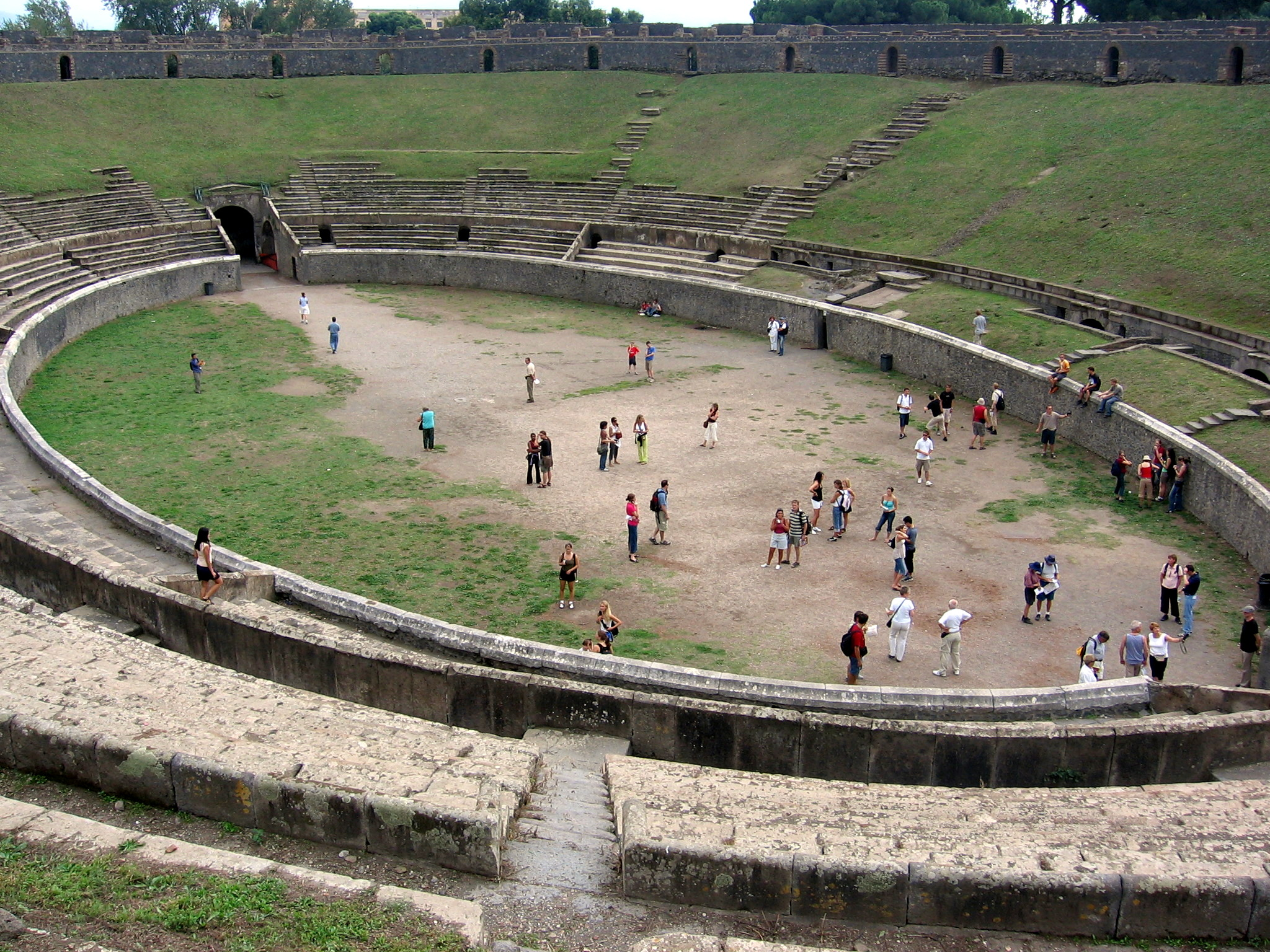
Арена амфитеатра

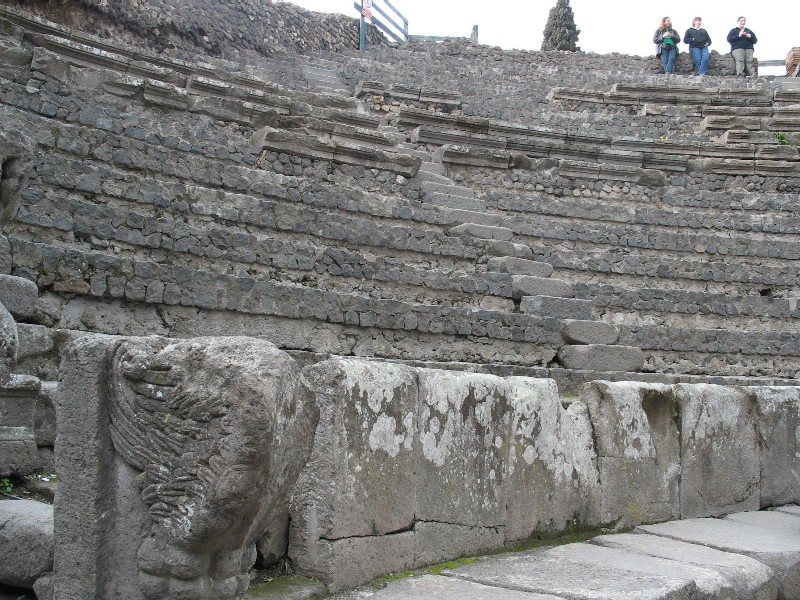
Зрительные места в амфитеатре

### Амфитеатр и Большая палестра
Амфитеатр в Помпеях, вмещавший 20 000 зрителей, был построен около 80 года до н. э. одновременно с малым театром теми же дуумвирами. Имеет размеры 135 на 104 м и в настоящее время является древнейшим известным амфитеатром. Отличается от остальных тем, что входы в него находились в верхней части зрительного зала, а также отсутствием подвальных помещений: выход гладиаторов на арену осуществлялся через коридор прямо с улицы. Через второй коридор выносили раненых и убитых.

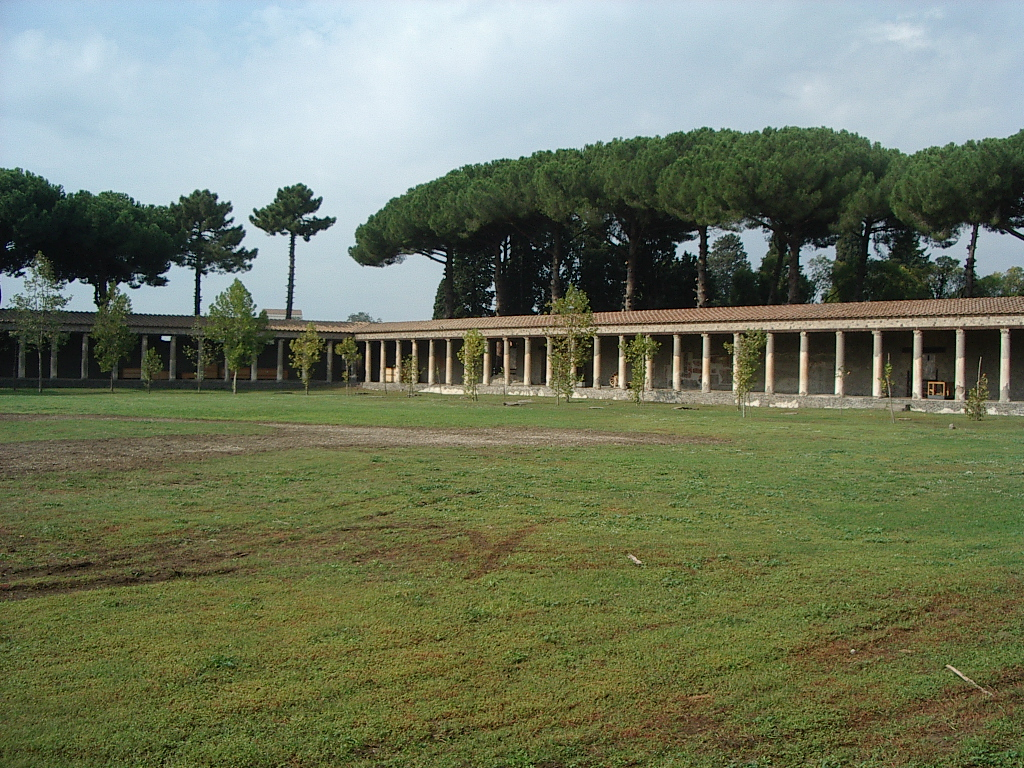
Большая палестра

Места для зрителей (cavea) делились на три уровня: первый (ima), ближе всего к арене, включал в себя 5 рядов ступеней и предназначался для знатных зрителей. Второй уровень (media) состоял из 12 рядов, третий (summa) из 18. Самая верхняя часть, отделённая от других зон, в которую вели собственные лестницы, со времени Августа предназначалась для женщин.
Сверху амфитеатр мог быть накрыт тентом, защищавшим зрителей от солнца и дождя.
Большая палестра была построена в римскую эпоху, когда Самнитская палестра перестала отвечать потребностям растущего города. Предназначалась для гимнастических упражнений и спортивных мероприятий. Представляла собой площадь 130 на 140 м, окружённую с трёх сторон портиком с ионическими колоннами. Четвёртая сторона выходила на амфитеатр, где находились входы в палестру, разрушенные землетрясением 62 года и восстановленные в технике opus latericium. В центре находился бассейн (37 на 40 м) глубиной от 1 м на западе до 3 на востоке. В южной части — туалеты, очищаемые водой бассейна. Северная стена рухнула при катастрофе 79 года и была восстановлена археологами.
На одной из колонн была найдена христианская криптограмма.

### Термы

#### Стабиевы термы

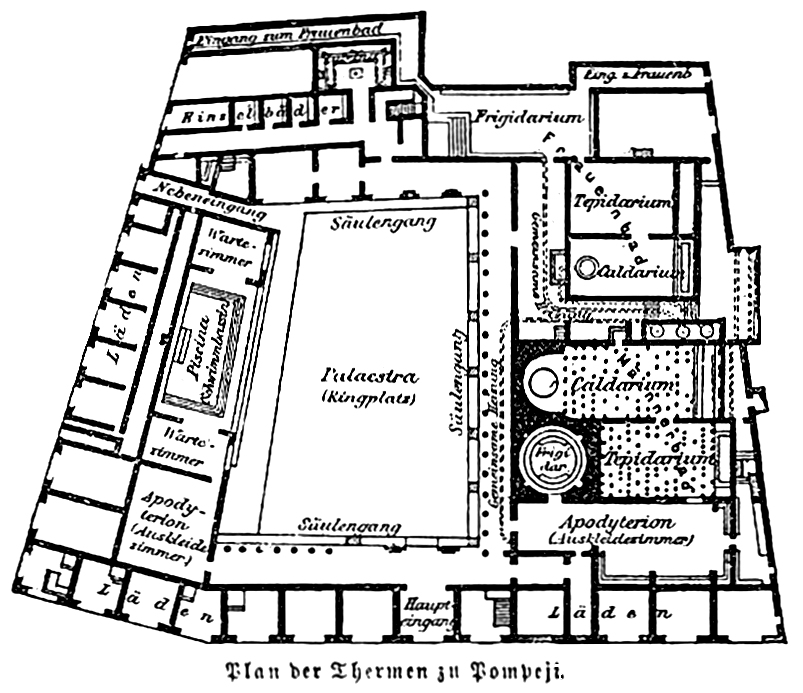
План Стабиевых терм

Самые большие, древние и хорошо сохранившиеся термы города, построенные в III веке до н. э. Комплекс терм располагался вокруг большого трапециевидного перистиля палестры с беговой дорожкой и бассейном 15x8x1,5 м. Рядом находились комнаты для натирания маслом и песком (для борьбы). Стены палестры оформлены в четвёртом стиле, сохранились фигуры Зевса, Геракла и Сатира.
Мужские бани имели вход как с улицы, так и с палестры. Вначале вошедший попадал в аподитерий — раздевалку со сводами, украшенными фресками эпохи Флавиев (амуры, вакханки, трофеи), мраморными сидениями и нишами для хранения одежды. Далее следовал тепидарий (тёплые бани), слева от которого находился фригидарий — зал с бассейном с холодной водой. За тепидарием был кальдарий с бассейном горячей воды и ёмкостью с холодной.

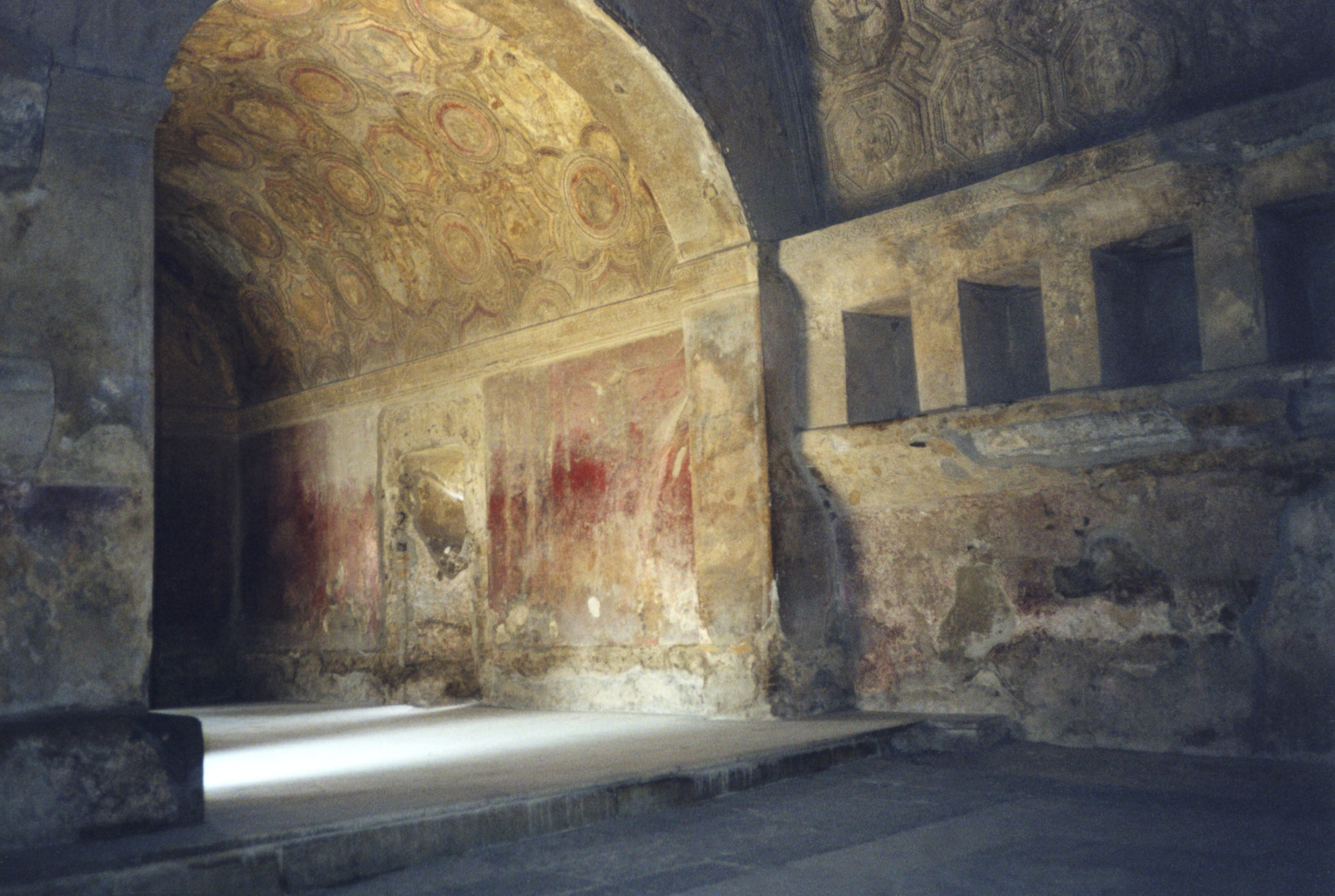
Аподитерий мужского отделения Стабиевых терм

Женские бани не имели фригидария (бассейн с холодной водой находился в раздевалке), но включали в себя лаконик — парилку, наподобие сауны. Между банями были печи с холодной, горячей и очень горячей водой.

#### Термы форума
Самые маленькие, однако самые изящные термы Помпей. Предназначались в основном для гостей города, а не его жителей. Построены дуумвиром Луцием Цезием в I веке до н. э. Вход с улицы Форума вёл в палестру мужского отделения. Оттуда, а также с улицы Терм, можно было пройти в аподитерий, оттуда — во фригидарий или же в тепидарий и далее в кальдарий с двумя ваннами. Женское отделение состояло лишь из раздевалки, тепидария и кальдария, а также небольшого внутреннего садика. На стенах сохранились фрески, например «Атланты» тепидария. Интересен фригидарий, напоминающий баптистерий эпохи Возрождения.

#### Центральные термы
Заложены сразу после землетрясения 62 года н. э., однако к 79 году так и не был завершён бассейн, а портик палестры даже не начат. Трубы, по которым подавалась вода, уже существовали, однако печи так и не сложены. Имели полный набор залов, однако лишь в одном экземпляре (без деления на мужское и женское отделения).

#### Пригородные термы

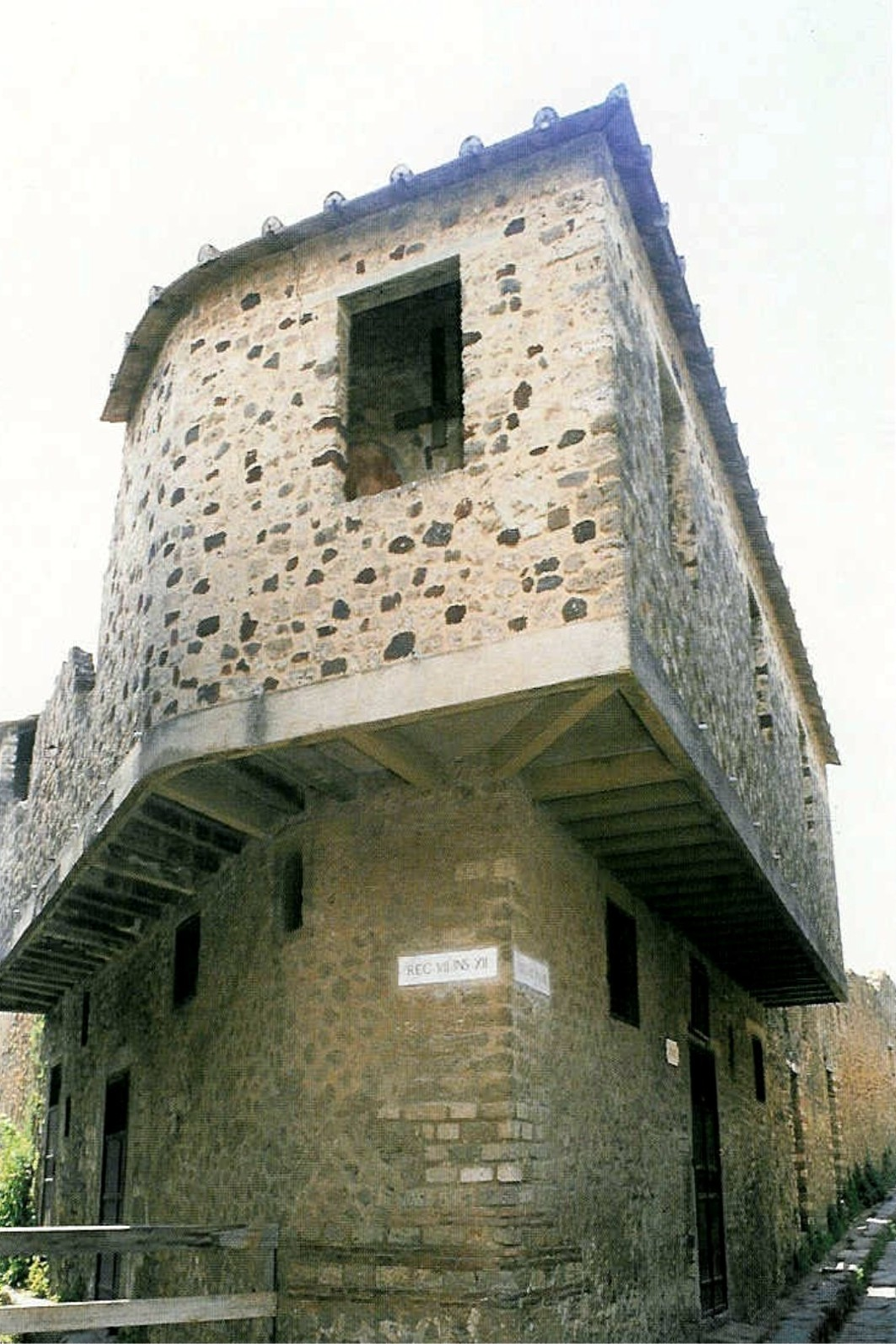
Здание лупанария в Помпеях

Располагались в 100 метрах за Морскими воротами на искусственной террасе. Из-за своего положения были найдены и разграблены уже в древности. Интересной их особенностью являются большие окна с видом на море. Бассейны декорированы фресками с изображением водопадов и горных пещер, а также мозаиками. Однако наибольшую известность термы получили из-за 16 эротических фресок в четвёртом стиле (в их числе единственное известное древнеримское изображение лесбийского секса), найденных в начале 1990-х в аподитерии. Их наличие породило гипотезу, что в здании на втором этаже функционировал лупанарий, что, однако, отвергается археологами, изучавшими термы, и большинством историков.

### Лупанарий
Лупанарий, тем не менее, присутствовал в городе. Он был обнаружен в 1862 году, с тех пор несколько раз реставрировался. Последняя реставрация закончилась в 2006 году, предпоследняя — в 1949. Это двухэтажное здание с пятью кубикулами (спальнями) на каждом этаже. В прихожей стены у потолка покрыты фресками эротического характера. В кубикулах нижнего этажа — каменные ложа (покрываемые матрацами) и граффити на стенах.
Помимо лупанария в городе существовало как минимум 25 предназначенных для проституции одиночных комнат, часто они располагались над винными лавками. Стоимость данного вида услуг в Помпеях составляла 2—8 ассов. Персонал был представлен в основном рабынями греческого или восточного происхождения.

### Производственные здания

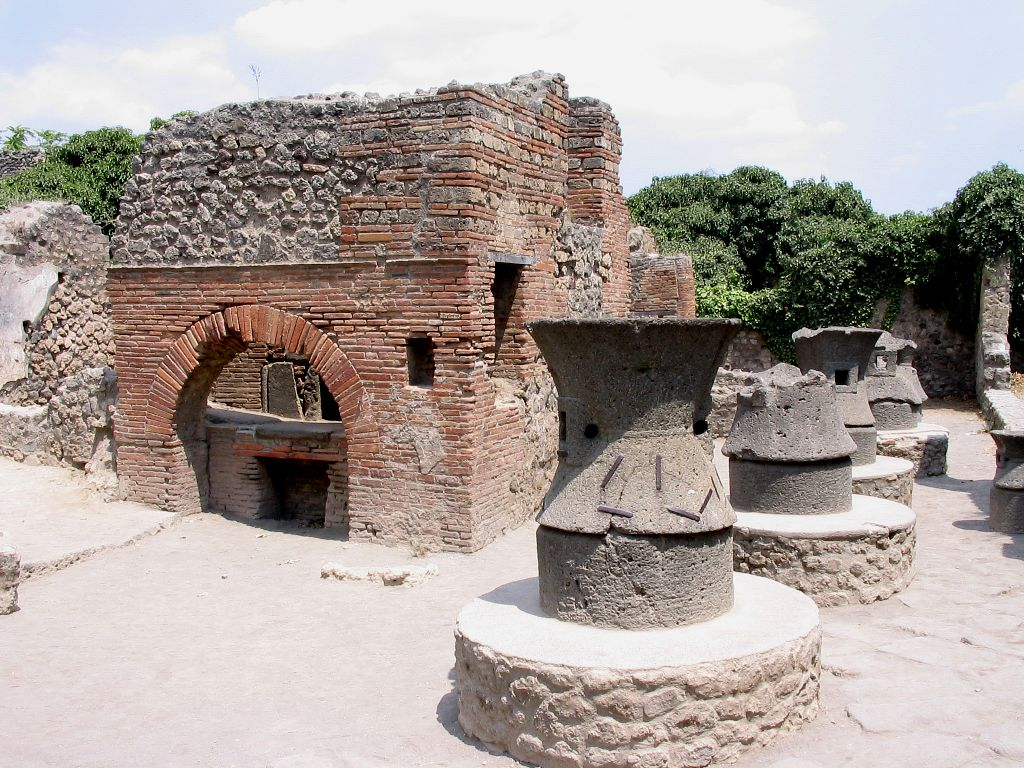
Пекарня в Помпеях: видны мельницы и печь

#### Обеспечение пищей
В Помпеях обнаружены 34 пекарни, полностью удовлетворявшие нужды горожан и экспортировавшие свою продукцию в соседние поселения. Наиболее известны пекарня Попидия Приска и пекарня на улице Стабий, в которой сохранилось 5 ручных мельниц. Жернова двух типов: один неподвижный конусовидный (meta), другой в форме песочных часов без дна и крышки (catillus), надевавшийся на него сверху. В полость верхнего жёлоба засыпалось зерно, и он приводился в движение рабами или волами. Изготовлены жернова из вулканических пород. Многие пекарни не имели прилавков для продажи хлеба, либо поставляя его оптом, либо разнося по домам или продавая на улице с рук.

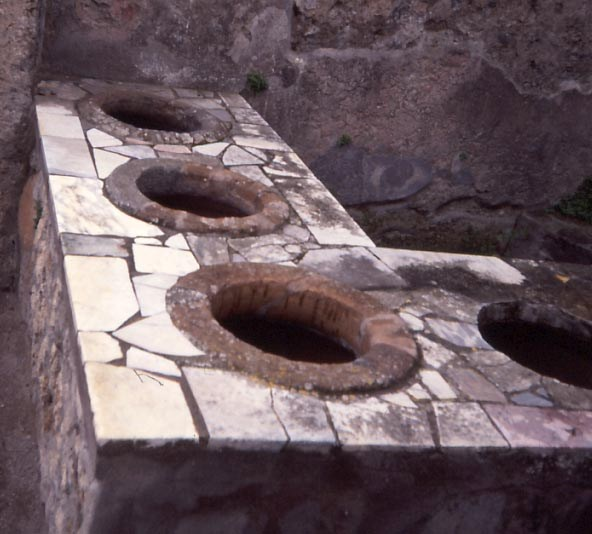
Прилавок термополия

Также в Помпеях производился рыбный соус «гарум», который в больших количествах шёл на продажу в другие города. Раскопан целый цех по его приготовлению, в котором сохранились амфоры для перевозки продукта. Технология состояла в следующем: рыбу, очищенную от костей и растёртую, выдерживали в солёной (морской) воде в течение нескольких недель. Часто к ней добавляли зелень, пряности, вино. Приправляли им самые разнообразные блюда.
В Помпеях была развита система термополиев (всего насчитано 89 заведений), снабжавших людей горячей пищей и позволявших им отказаться от приготовления её дома (многие дома в Помпеях не имели кухни).

#### Ремёсла
Одним из важнейших ремёсел в городе было производство шерстяных тканей. Найдено 13 цехов по обработке шерсти, 7 прядильных и ткацких мастерских, 9 красильных. Важнейшим производственным этапом было валяние шерсти, которое осуществлялось в Древнем Риме фуллонами (fullones). Особенности технологии позволяли им заниматься также стиркой одежды горожан.
Наиболее широко известна помпейская сукновальня Стефания — перестроенный под мастерскую жилой дом. Фуллоны валяли и отмывали шерсть от пота животного и грязи в яйцеобразных чанах, которых у Стефания было три. Там же производилась очистка грязной одежды. В качестве моющего средства использовали соду или постоявшую одну-две недели мочу, которые омыляли жир, находящийся в ткани. Ёмкость для сбора мочи, например, стояла в здании Евмахии на Форуме. Бросив шерсть или очень грязную ткань в чан, фуллон топтал его ногами (saltus fullonicus — танец фуллонов, как назвал этот процесс Сенека).
Затем шерсть и ткань следовало тщательно прополоскать в больших ёмкостях, которых у Стефания также было три. Относительно чистые и деликатные вещи в его сукновальне стирали в бывшем имплювии его тосканского атрия. Помимо этого, в сукновальне стояли ёмкости для отбеливания и покраски вещей. Осуществлялось здесь и глажение одежды, для туник даже имелся особый пресс.
В другой сукновальне (всего их в Помпеях 18), расположенной на улице Меркурия, найдены фрески, пролившие свет на весь технологический процесс фуллонов.

### Жилые дома

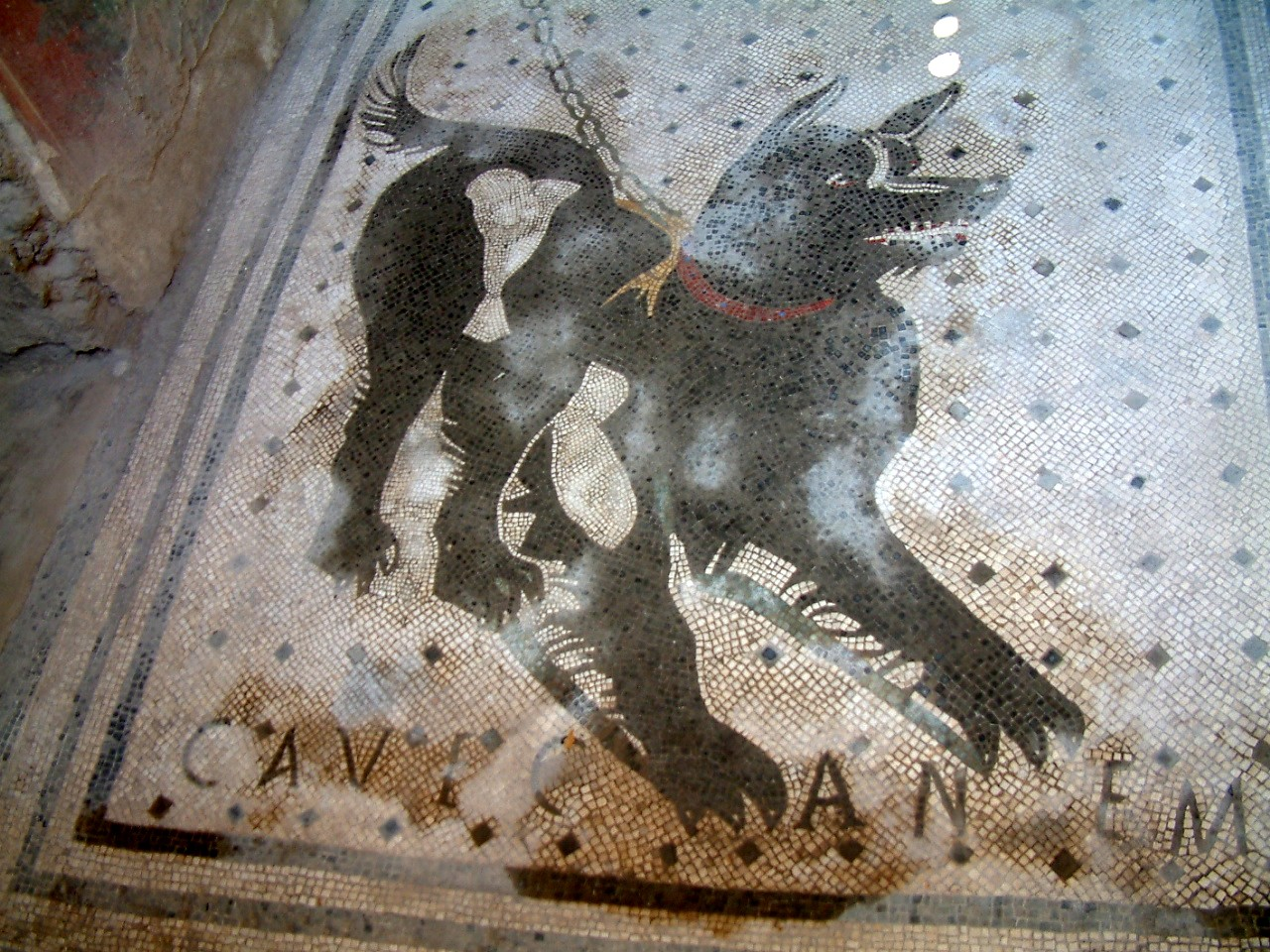
Cave Canem

Оригиналы большинства произведений древнеримского искусства (фресок, мозаик) выставлены в Национальном археологическом музее Неаполя. В самих домах находятся копии.

#### Дом Трагического поэта
Является типичным римским домом II века до н. э. и знаменит своими мозаичными полами и фресками, изображающими сцены из греческой мифологии. Находится напротив терм Форума. Назван по выложенной в полу мозаике репетиции трагического спектакля. У входа в дом выложена мозаика с изображением собаки и с надписью «Cave Canem» («Берегись собаки»). По сторонам входа находились торговые помещения.
Стены атрия были украшены изображениями Зевса и Геры, сценами из Илиады. Фрески перемещены в Археологический музей Неаполя.

#### Дом Хирурга
Один из древнейших помпейских жилых домов, выстроенный в IV—III веках до н. э. Получил название из-за того, что в нём обнаружены многочисленные хирургические инструменты. Фасад сложен из известняковых блоков, внутренние стены выполнены в технике opus africanum (вертикальные конструкции из положенных друг на друга чередующихся вертикальных и горизонтальных блоков, между которыми стена выкладывалась более мелкими камнями или кирпичами). Сохранились фрески в первом и четвёртом стиле.

#### Дом Фавна

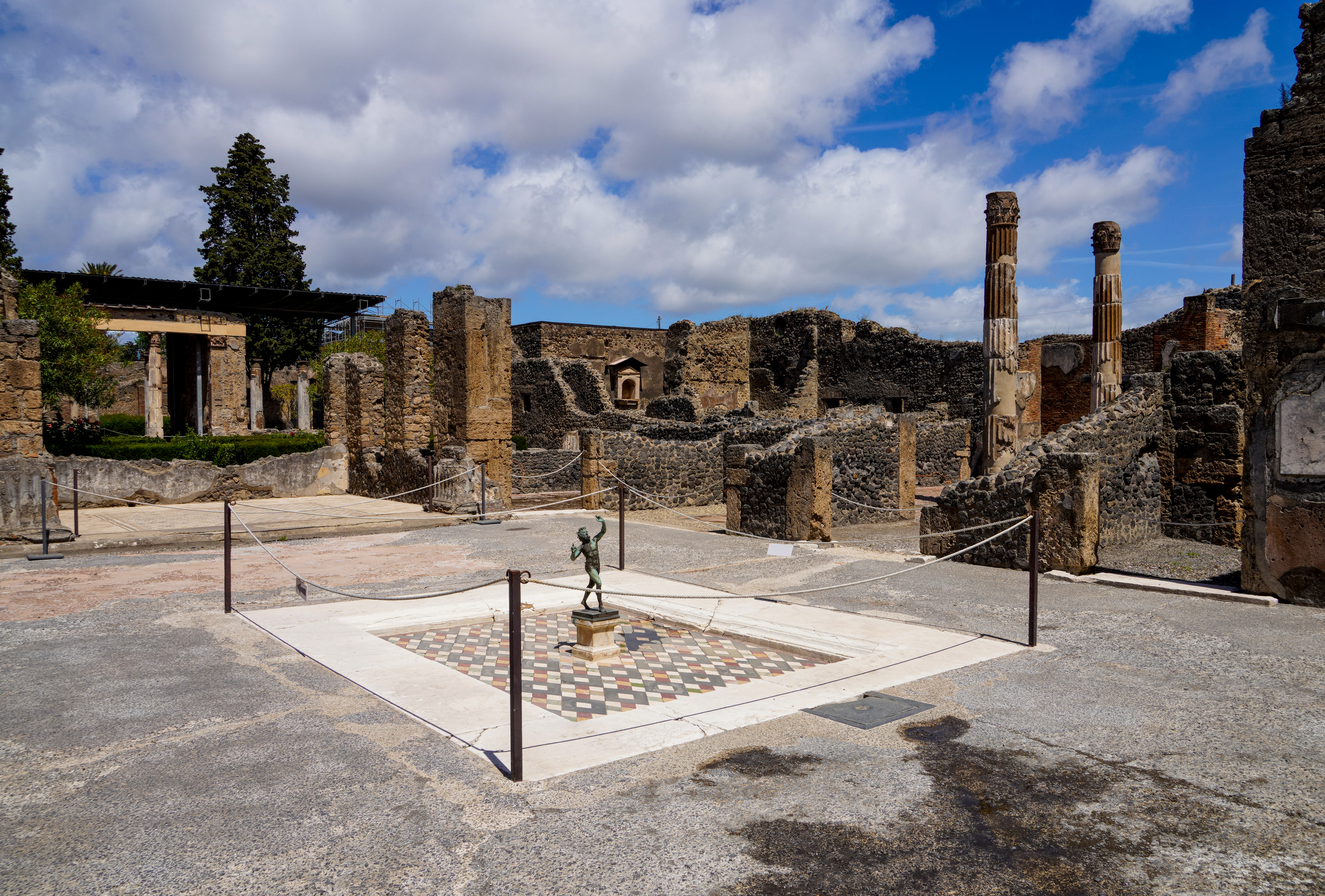
Фавн

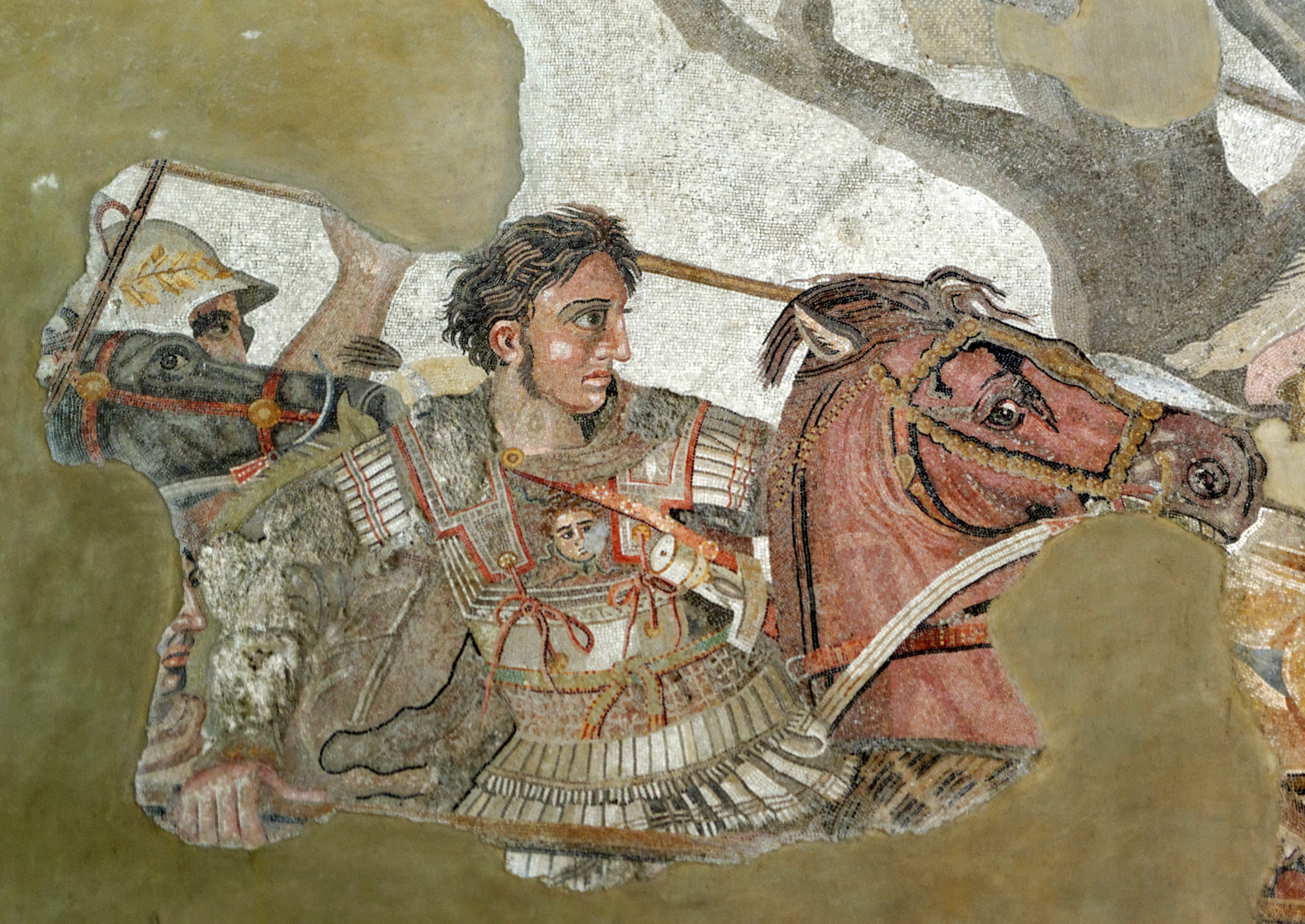
Александр Македонский на мозаике из дома Фавна

Богатый дом, занимающий пространство между четырьмя улицами — инсулу (40 на 110 м), площадью 3000 м² — это самый роскошный дом в Помпеях. Дом Фавна принадлежал семейству Кассиев. Но есть также версии, что он был построен для Публия Суллы, племянника завоевателя города, поставленного им во главе Помпей.
На пороге главного входа в дом выложена мозаичная надпись «HAVE» (здравствуй), отсюда можно было пройти в этрусский (тосканский) атрий, сохранивший до наших дней имплювий (неглубокий бассейн для сбора дождевой воды) с богатой геометрической инкрустацией из разноцветного мрамора и статуэткой танцующего Фавна, давшей имя дому. Небольшие мозаичные панно вмонтированы в полы жилых комнат. Второй вход располагался восточнее и вёл во второй, тетрастильный (с крышей, поддерживаемой 4 колоннами), атрий, предназначенный, видимо, для гостей. По фасаду дома располагалось несколько лавок. В этой же части были сосредоточены хозяйственные помещения и комнаты, куда допускались посторонние. Перистиль с колоннами предназначался для гостей и людей, пришедших с визитами.
Перистиля также два: малый и большой. К востоку от малого перистиля находились бытовые помещения: кладовая, кухни и небольшие частные бани. Из большого перистиля запасной выход вёл на улицу. Между перистилями находились триклинии и гостиная со знаменитой напольной мозаикой размером 2,7 м на 5,1 м, изображающей битву при Иссе между войсками Александра Македонского и Дария III.

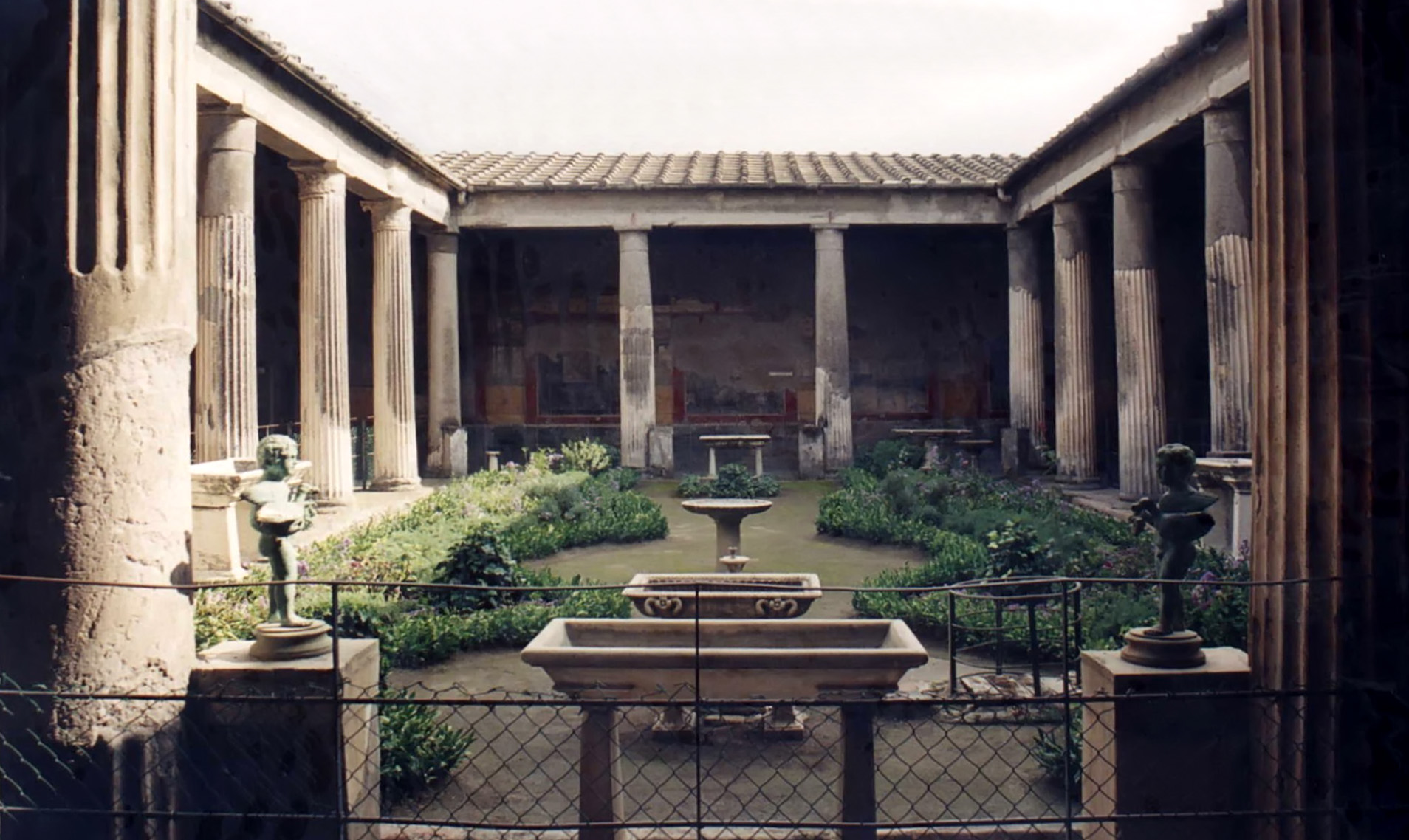
Перистиль дома Веттиев, вид со стороны большого триклиния

#### Дом Веттиев
Небольшой, однако богато украшенный дом, принадлежавший торговцам-вольноотпущенникам Авлу Веттию Конвиве и Авлу Веттию Реституту. Настенная роспись выполнена после 62 года в четвёртом стиле. Через вход и вестибюль, где находится известная фреска с изображением Приапа, можно попасть в атрий, стены которого украшены фризами с амурами и психеями. Два крыла атрия украшены медальонами с головой Медузы и Силена (справа) и фреской с дерущимися петухами (слева). Ещё один вход ведёт сюда с улицы через хозяйственные постройки.

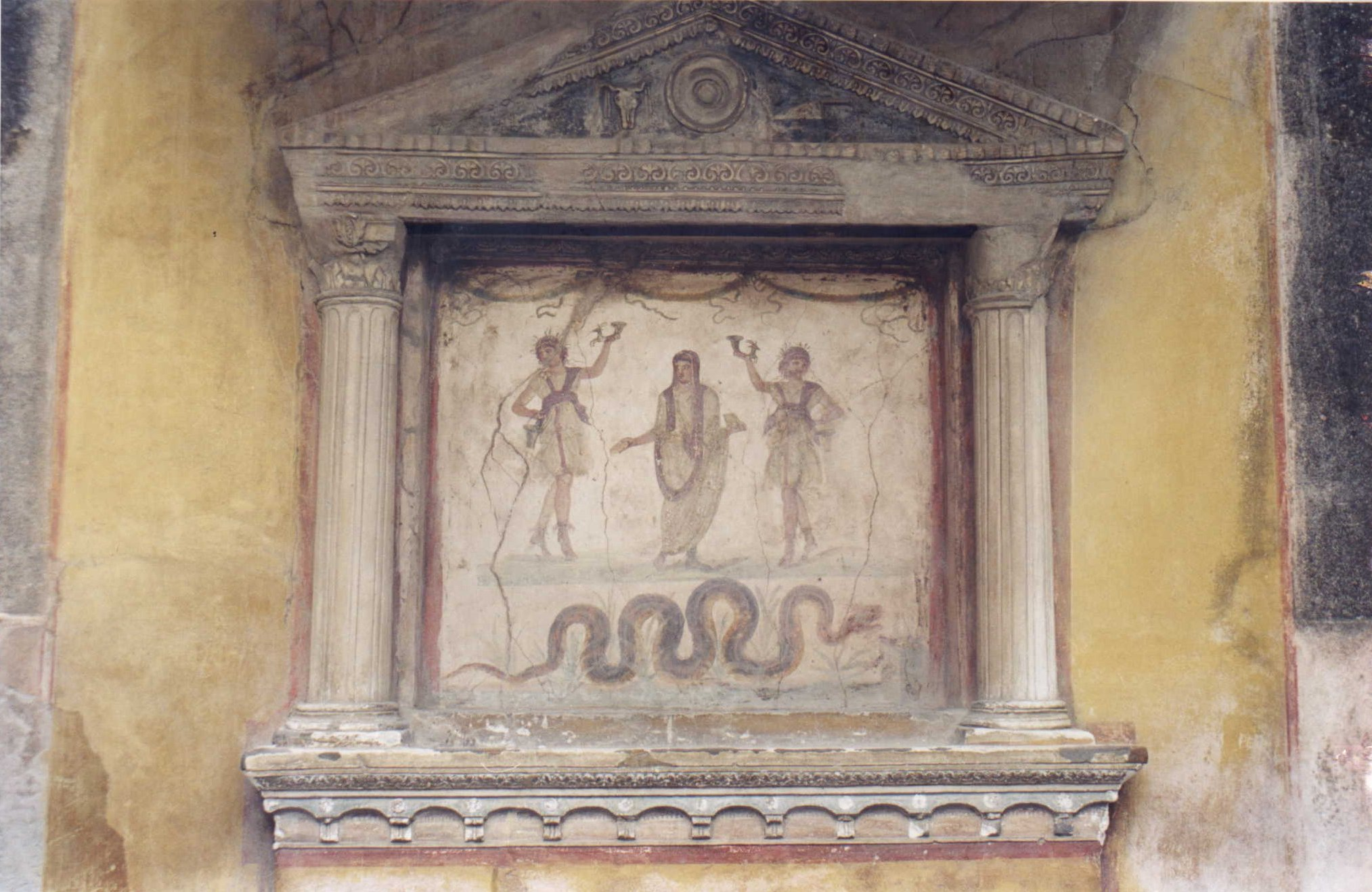
Ларарий

Справа располагается второй маленький атрий с ларарием (отдельным святилищем). Прямоугольный в плане перистиль перпендикулярен направлению главного входа. Он украшен дорическими колоннами и настенной живописью. Перистиль полностью восстановлен, по оставшимся следам воссозданы даже клумбы. В перистиль открывается триклиний, стены которого расписаны амурами, подражающими деятельности людей. Видны сцены торговли, гонок на колесницах, обработки металлов, ткачества, сбора винограда, празднеств. Там же большое количество фресок, иллюстрирующих эпизоды мифов, изображения богов. В зале слева от перистиля — юный Геракл, душащий змей.

#### Дом Позолоченных Амуров
Граффити на стене дома называет его владельцем Поппея Абито, родственника Поппеи, второй жены Нерона.
Перистиль, вероятно, использовался для проведения театральных представлений: одна из колоннад приподнята наподобие сцены. Между колоннами были подвешены медальоны и маски. Сад перистиля наполнен бюстами и барельефами, в северной его части находится ларарий, в южной — святилище Исиды. Таблиний и триклинии украшены фресками по мотивам греческих мифов. В стену одной из комнат вставлены диски с амурами на золотых листьях.

#### Дом Менандра
Большой дом (1800 м²), включавший в себя бани, конюшни, торговые помещения. Атрий был расписан сценами охоты и пейзажами. В гостиной, выходящей в атрий, — сцены падения Трои. В одной из ниш перистиля хорошо сохранившееся изображение Менандра, от которого и получил имя весь дом. В полуподвале в 1930 году найдено более сотни серебряных предметов обихода и большое число монет.

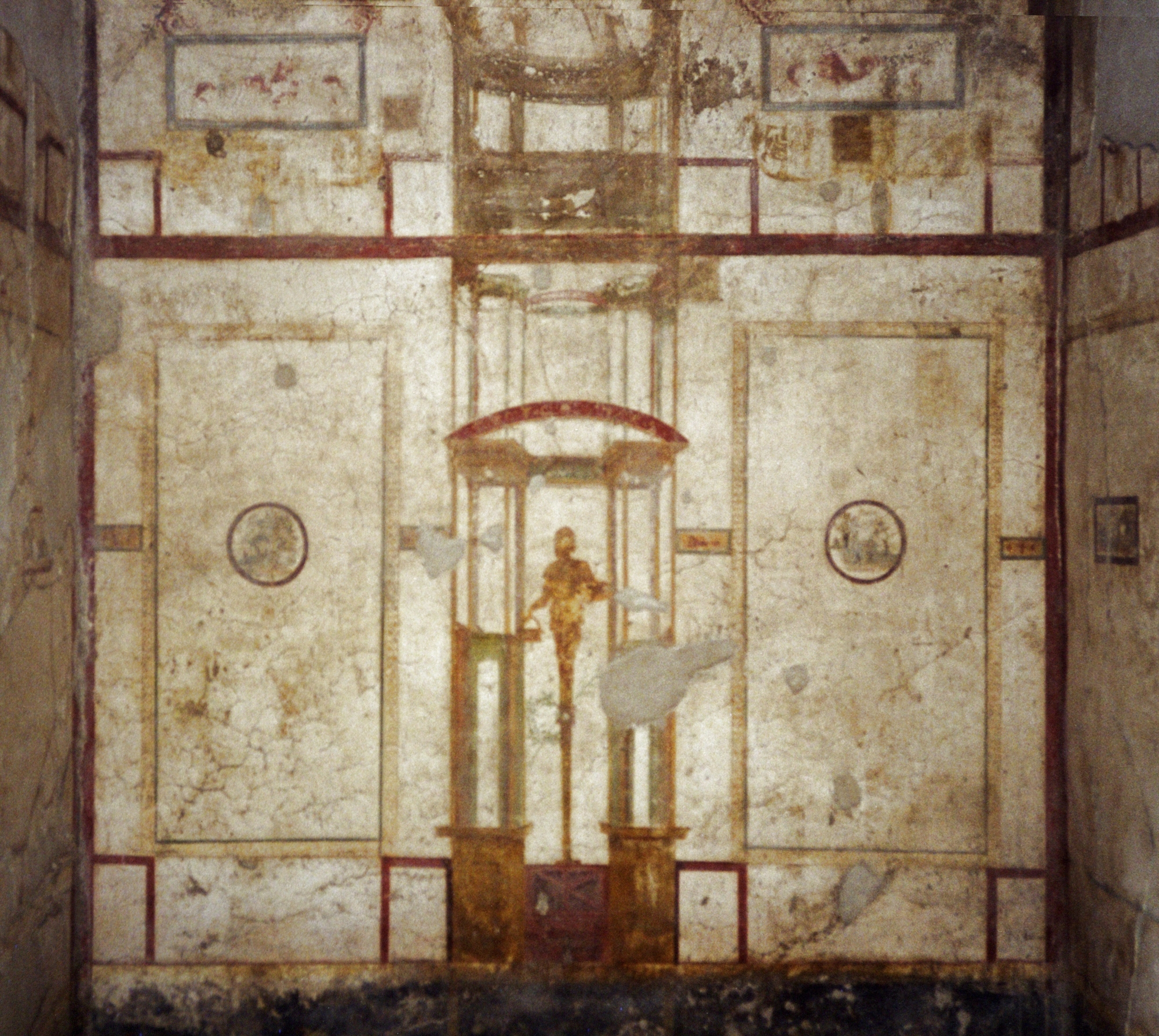
Настенная роспись дома Лорея Тибуртина

#### Дом Лорея Тибуртина
Вход в дом находится в нише, перед дверью поставлены две скамьи. По сторонам от входа два торговых помещения. Росписи в атрии остались незаконченными. В комнатах — ложные окна с нарисованным видом на сад. На перистиль выходит домашнее святилище Дианы. Занимал почти всю инсулу, однако большая часть его площади отведена под сад с каналами и фонтанами. Место в конце ближайшего к дому канала отведено под летний триклиний. Здесь находятся фрески с изображением Пирама, Фисбы и Нарцисса, подписанные Lucius pinxit (изобразил Луций).
Дом исследован в 1916—1921 годах В. Спинаццолой. Своё название он получил от двух предвыборных лозунгов, найденных на стенах здания: один призывал голосовать за Лорея, второй — за Тибуртина. Владельцем же дома был Октавий Квартио (Octavius Quartio), чья бронзовая печать была в нём найдена. Некоторые историки предпочитают именовать дом «домом Октавия Квартио».

#### Дом Моралиста и дом Пинария Цериале
Дом моралиста находится неподалёку от дома Лорея Тибуртина. Назван так из-за надписей в летнем триклинии (белым по чёрному):
1. Держать в чистоте ноги и не пачкать бельё и постели;
2. Уважать женщин и избегать непристойных речей;
3. Воздерживаться от гнева и от драк.

В конце заключение: «В противном случае возвращайтесь к себе домой».
По соседству расположен дом Пинария Цериале, принадлежавший ювелиру. При его раскопках было найдено более сотни драгоценных камней.

#### Дом Юлии Феликс
Занимает одну из самых больших инсул города, однако лишь треть её застроена, 2/3 представляют собой сад. Часть дома с банными помещениями сдавалась внаём.

#### Дом Сада Геркулеса (Дом Парфюмера)

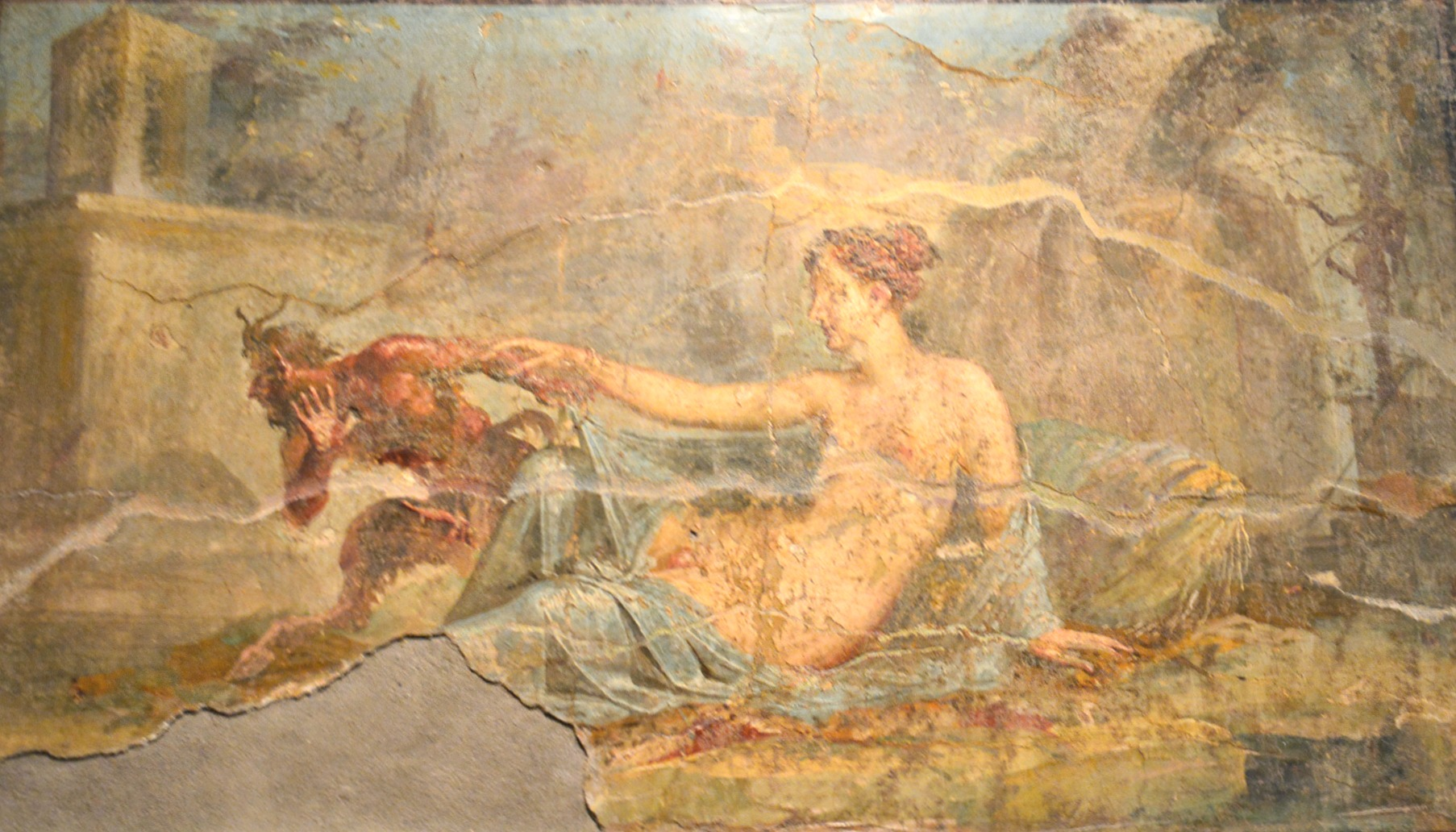
Фреска «Пан и Гермафродит», Пан, убегающий с отвращением после обнаружения двуполой природы Гермафродита, дом Диоскуров, ок. 1-50 гг. н.э.

Это был относительно маленький дом. Вход вёл в коридор, по сторонам которого были две кубикулы и который завершался в атрии. За атрием находилось ещё несколько комнат и огромный сад, разбитый в I веке до н. э. на месте 5 подобных домов. В саду помещался ларарий со статуей Геркулеса, от которой весь дом и получил название.
Раскопан в 1953—1954 годах, однако лишь в 1972—1974 годах в результате исследований сотрудников Мэрилендского университета обнаружено, что сад предназначался для выращивания растений, из которых производились духи и благовонные масла. Возможно, здесь также делали гирлянды из цветов. В результате этих исследований дом получил второе имя — дом Парфюмера.

### Городские укрепления
Стены Помпей имеют длину 3220 м, в них 7 ворот (существование восьмых спорно). Построены по всему своему периметру уже в VI—V веке до н. э. (тогда большая часть укреплённой площади ещё не была застроена, а занята садами и огородами) из известняка и туфа, внутри заполнены землёй. При самнитском господстве с внутренней стороны была сделана насыпь, позволяющая защитникам подниматься на вершину стен и обеспечивающая им дополнительную прочность. В III веке до н. э. эта насыпь укреплена камнем. 12 башен с наиболее уязвимых северной и восточной сторон были добавлены во II — начале I века до н. э.
Геркуланские (или Соляные) ворота были полностью перестроены в эпоху Августа, потеряв защитные функции и став более похожими на трёхпролётную триумфальную арку. Между ними и Везувианскими воротами на городской стене видны повреждения, нанесённые осадными орудиями Суллы.

### Водоснабжение

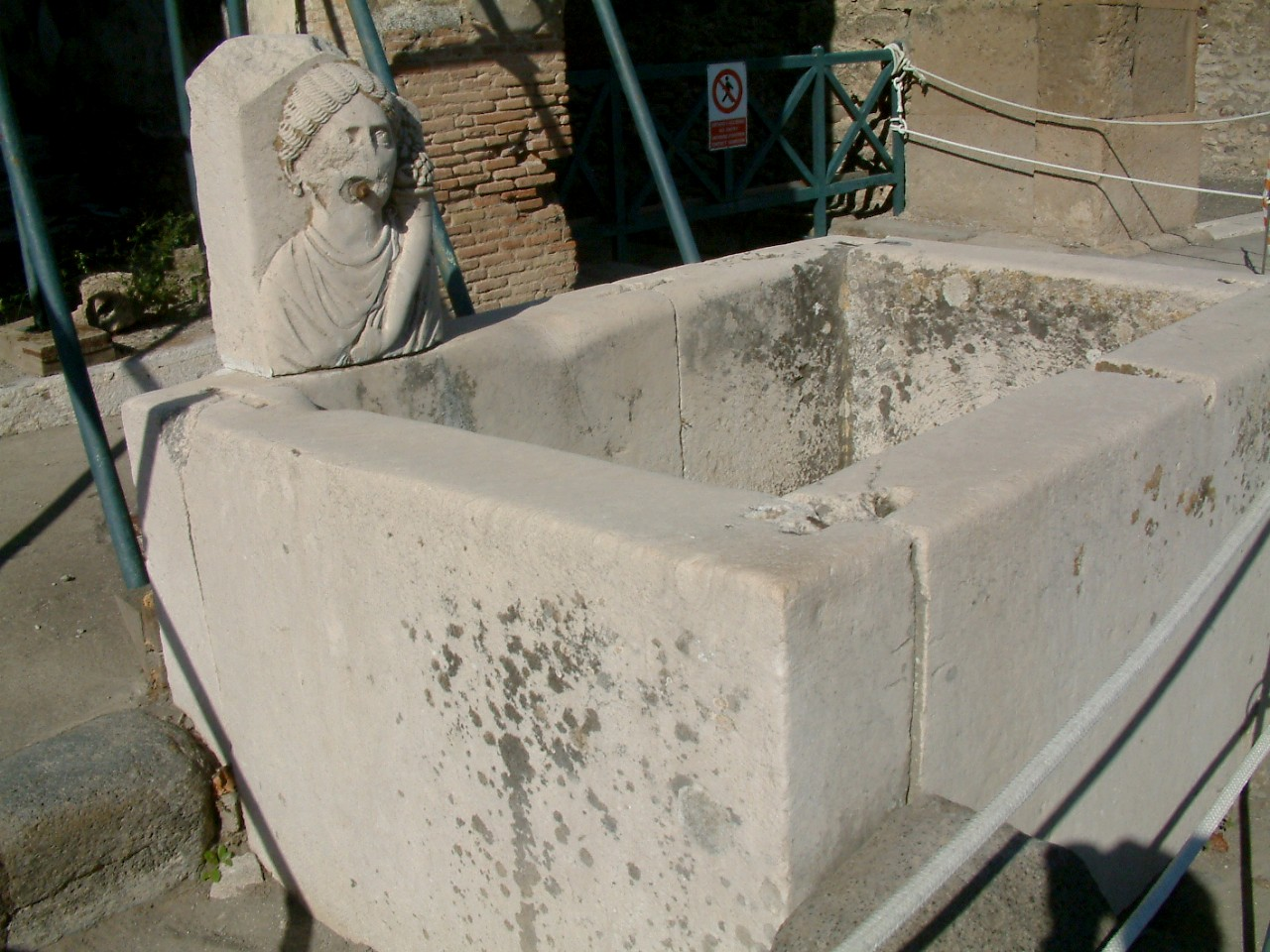
Фонтан в Помпеях

Помпеи с древности испытывали проблемы с водоснабжением. Грунтовые воды находились под городом на глубине почти 39 метров, поэтому колодцы хоть и существовали, но были немногочисленными. Отчасти решению проблемы способствовало наличие почти в каждом доме имплювия — бассейна для сбора дождевой воды, однако положить конец недостатку воды смог лишь построенный во времена Августа акведук (по большей части проходивший под землёй), доставлявший в Помпеи воду из источников в Серино в количестве около 6500 м³/день. Акведук вёл к резервуару (castellum aquae), расположенному у Везувианских ворот в наивысшей точке города (42 м над уровнем моря). Круглый в плане резервуар имеет диаметр 6 м и сверху перекрыт куполом. Находится он в четырёхугольном здании, с южной стороны декорированном тремя арками.
К водопроводу были подсоединены дома только самых богатых горожан, остальные набирали воду из фонтанов (в настоящий момент их найдено 42), расположенных в разных частях города. Из резервуара у Везувианских ворот вода поступала в город по трём свинцовым трубам диаметром 30 см: первая предназначалась для фонтанов, вторая для терм и третья для частных владений. При недостатке воды последние две трубы могли быть перекрыты.

### Улицы

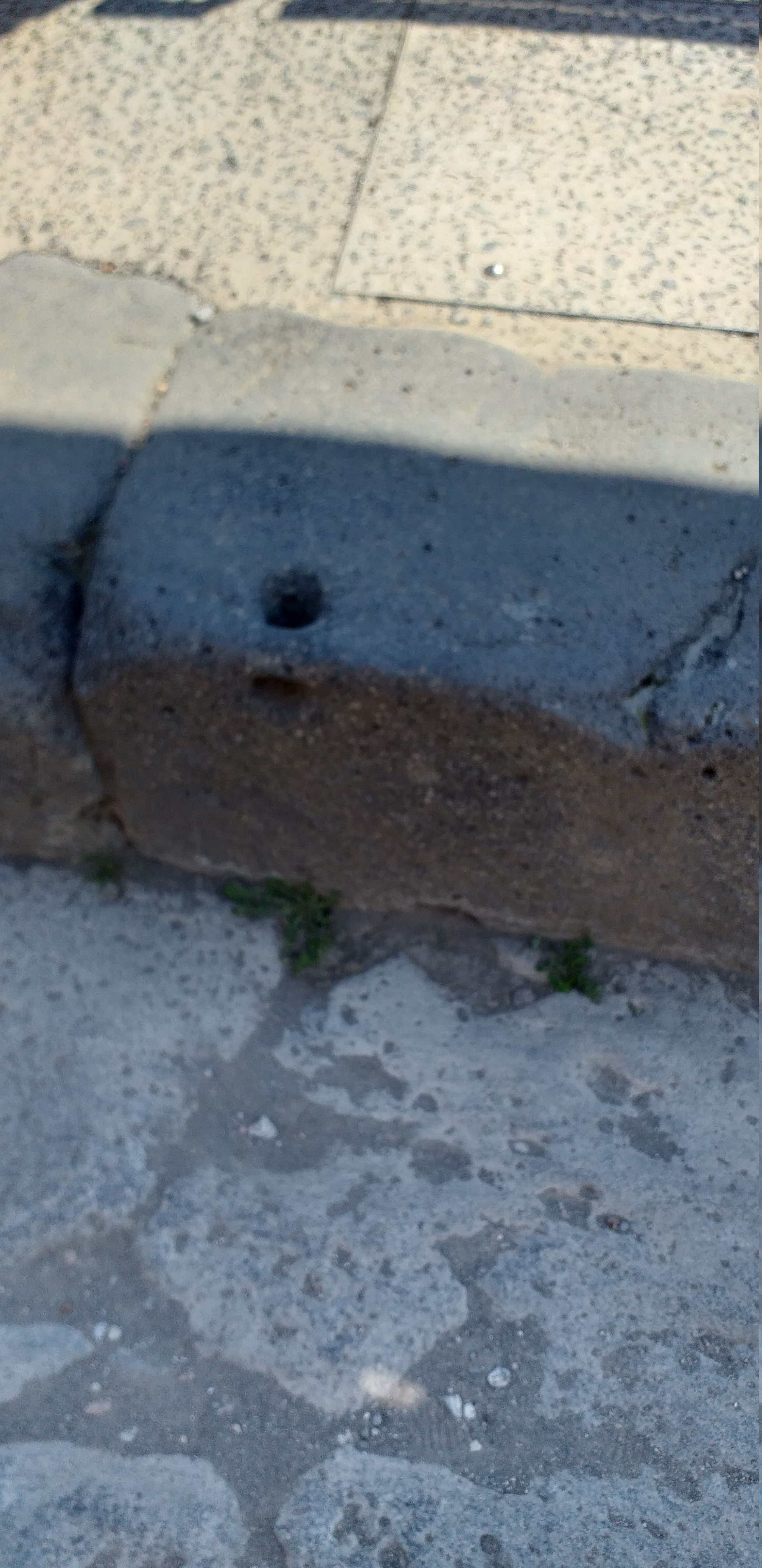
Бортовой камень в Помпеях

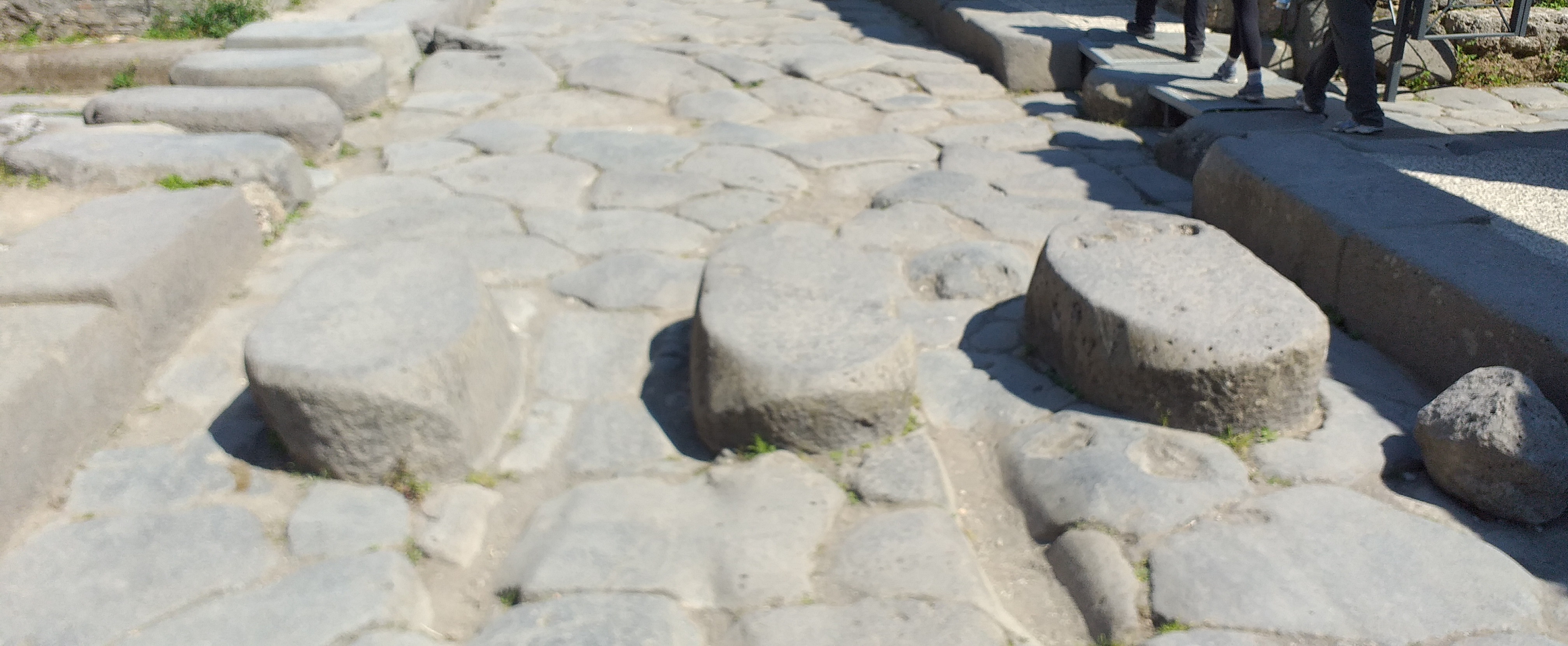
Пешеходный переход на улице в Помпеях

В бортовых камнях на улицах Помпей можно встретить круглые сквозные отверстия, служившие для привязывания повозок.
Поскольку системы канализации в Помпеях не было, то все нечистоты выливались прямиком на улицы, поэтому тротуары делались на более высоком уровне, чем проезжая часть улицы, а поперёк улицы устанавливалось подобие пешеходного перехода — высокие камни с плоской верхней поверхностью, чтобы пешеход мог перейти на другую сторону улицы, не испачкавшись в грязи; одновременно такие камни могли послужить преграждением продвижению по улицам враждебных чужеземцев, чьи повозки имели бы скорее всего иную ширину колеи.

### Виллы за Геркуланскими воротами

#### Вилла Диомеда
Стояла на склоне, поэтому на уровне первого этажа жилых помещений, сгруппированных вокруг атриума и перистиля, находилась терраса, окружавшая большой парк. По её краям возвышались башенки, с которых можно было любоваться морем. В центре парка находился бассейн, возле него — летний триклиний для обедов на открытом воздухе. В подвалах под галереей устроен винный погреб.
Вход в виллу вёл прямо в перистиль, слева от которого находился второй маленький перистиль и банные помещения. Через таблиний можно было попасть в выполнявшую функции триклиния крытую террасу, откуда открывался вид на море.
Исследована в 1771—1774, приписывается Аррию Диомеду, чья гробница находится напротив входа. На вилле найдено 20 тел погибших при извержении, в том числе женщин и детей, из них 18 в подвале, двое у двери, ведущей из сада к морю; у одного из них найдено золотое кольцо, серебряный ключ и 1356 сестерциев.

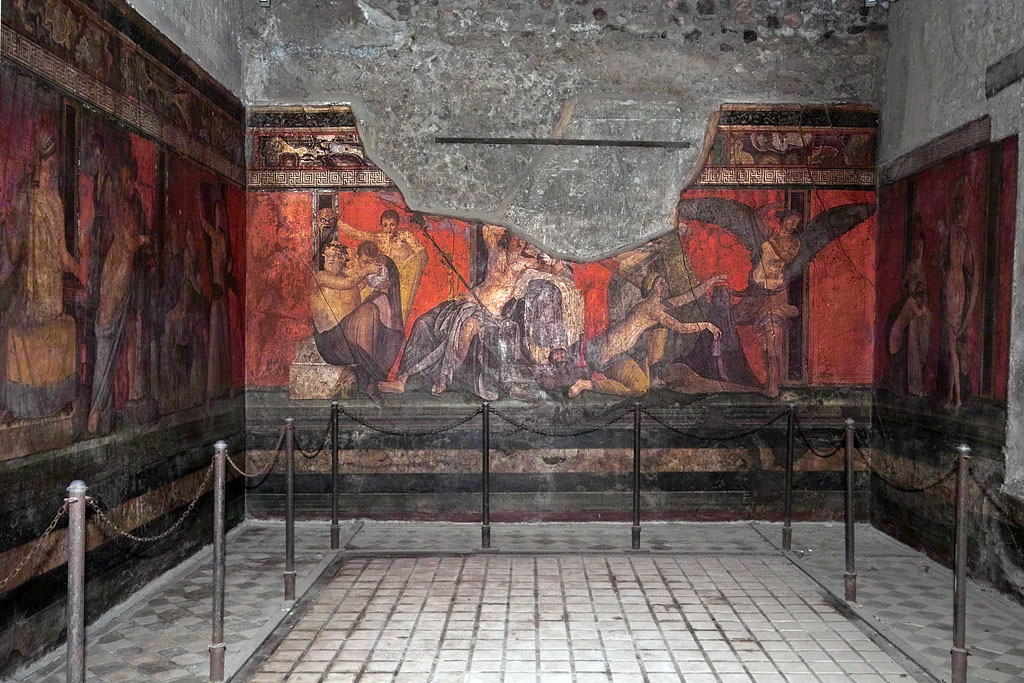
Фрески виллы Мистерий

#### Вилла Мистерий
Основана во II веке до н. э., после чего несколько раз расширялась, в частности в 60 году до н. э. Главный вход был обращён к дороге, ведущей от Геркуланских ворот. В настоящее время он раскрыт не полностью, поэтому вход на виллу осуществляется со стороны моря. Вдоль дороги находились сельскохозяйственные помещения, в том числе комната с прессом для винограда.

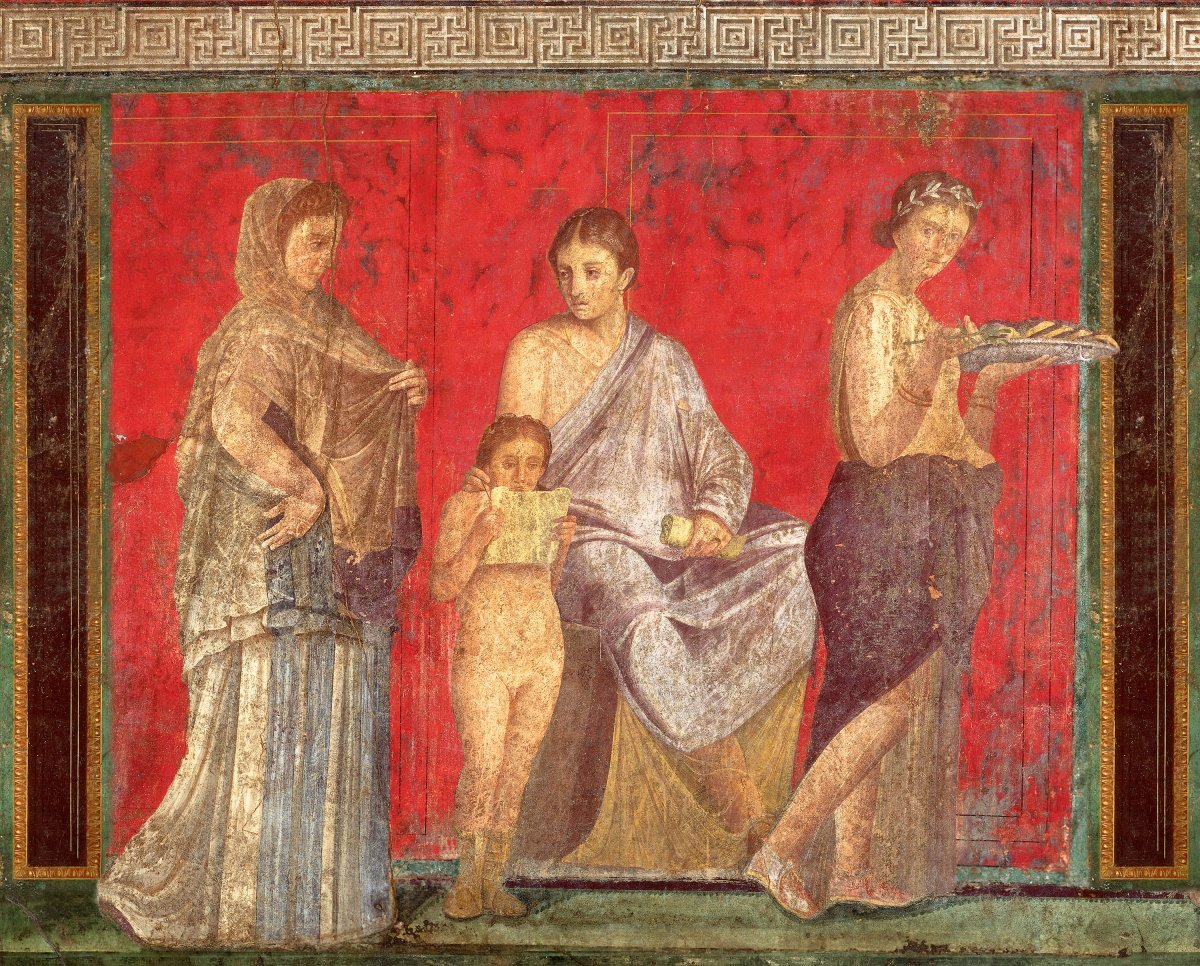
Начало таинства

Вход, настолько широкий, что по нему могла проехать повозка, вёл в перистиль. К юго-востоку от него помещался двор с ларарием и тетрастильный атрий, из которого можно было попасть в бани. С юго-западной стороны с перистилем соединялся тосканский атрий, из него, а также частично из перистиля, двери вели в многочисленные комнаты, украшенные фресками во втором и третьем стилях. Вилла открывалась к морю террасой-ротондой с двумя портиками по сторонам.
В таблинуме, соединяющем тосканский атрий с ротондой, сохранились фрески на египетские мотивы. Названа вилла по получившим широкую известность фрескам в одной из комнат к югу от атрия, где изображается, по наиболее распространённой версии, посвящение в дионисийские мистерии, по другой — обряд венчания.

## Помпеи в искусстве
Стиль ампир в значительной степени возник под влиянием римских находок из Помпеи.

### Астрономия
- В честь Помпеи назван астероид (203) Помпея, открытый 25 сентября 1879 года (через 1800 лет после гибели города) германо-американским астрономом К. Г. Ф. Петерсом в обсерватории Клинтона, США

### Кино
- «Последние дни Помпеи» (Италия, 1913)
- «Последний день Помпеи» (Gli ultimi giorni di Pompeii, 1926)
- «Последние дни Помпеи» (Италия—ФРГ, 1959)
- «Pink Floyd: Live at Pompeii» (Великобритания, 1972)
- «Последние дни Помпеи» (США, Великобритания, Италия, 1984)
- «Помпеи» (Италия, 2007)
- «Голый барабанщик» (группа Vesuvies, c песней Pompeii Nights, 2008)
- «Огни Помпеи» (эпизод сериала «Доктор Кто», Великобритания, 2008)
- «Помпеи» (США, Германия, 2014)
- «Помпеи: Апокалипсис» (Apocalypse Pompeii) (США, 2014)
- «Помпеи: новые секреты» (Pompeii: New Secrets Revealed with Mary Beard) (Великобритания, BBC, 2016)
- «Блеск и слава Древнего Рима», 2 серия: «Помпеи — руины империи» (документальный фильм, Корея, 2013)
- Сериал «Локи» (2021, эпизод № 2)

### Компьютерные игры
- В игре «Darkest of Days» (2010) события последнего уровня разворачиваются в Помпеях во время извержения вулкана Везувий.
- В игре «TimeScape: Journey to Pompeii» (2000) (разработчик — DreamCatcher Interactive Inc.) действие сюжета происходит в Помпеях до и во время разрушения.
- В игре «Painkiller: Overdose» местом действия первого уровня также является разрушаемый извержением вулкана город Помпеи.

### Живопись

К. П. Брюллов. Последний день Помпеи 1833. Холст, масло. Государственный Русский музей, Санкт-Петербург

- «Разрушение Помпей и Геркуланума» (англ. The Destruction of Pompeii and Herculaneum) — картина Джона Мартина (1822)
- «Последний день Помпеи» — картина Карла Брюллова (1833)
- В начале XIX века сад Мюнхенской резиденции был украшен в третьем стиле живописи из Помпей.
- В начале XVIII века изображения с фресок из Геркуланума и Помпей украшали даже веера[22].

### Музыка
- Live at Pompeii — фильм-концерт группы Pink Floyd, снятый в амфитеатре Помпей (1972);
- «Последний день Помпеи» — песня группы Stigmata;
- «Pompeii» — песня группы E.S. Posthumus;
- «Cities in Dust» — песня группы Siouxsie and the Banshees;
- «Pompeii» — песня группы Bastille;

### Музеи
- «Вилла Гетти» — музей в Малибу